# Danh sách loài nhện trong họ Gnaphosidae
Đây là danh sách các loài nhện Gnaphosidae.

## Allomicythus
Allomicythus Ono, 2009
- Allomicythus kamurai Ono, 2009

## Allozelotes
Allozelotes Yin & Peng, 1998
- Allozelotes dianshi Yin & Peng, 1998
- Allozelotes lushan Yin & Peng, 1998
- Allozelotes microsaccatus Yang et al., 2009
- Allozelotes songi Yang et al., 2009

## Amazoromus
Amazoromus Brescovit & Höfer, 1994
- Amazoromus becki Brescovit & Höfer, 1994
- Amazoromus cristus (Platnick & Höfer, 1990)
- Amazoromus janauari Brescovit & Höfer, 1994
- Amazoromus kedus Brescovit & Höfer, 1994

## Amusia
Amusia Tullgren, 1910
- Amusia cataracta Tucker, 1923
- Amusia murina Tullgren, 1910

## Anagraphis
Anagraphis Simon, 1893
- Anagraphis incerta Caporiacco, 1941
- Anagraphis maculosa Denis, 1958
- Anagraphis minima Caporiacco, 1947
- Anagraphis pallens Simon, 1893
- Anagraphis pallida (Hadjissarantos, 1940)
- Anagraphis pluridentata Simon, 1897
- Anagraphis pori Levy, 1999

## Aneplasa
Aneplasa Tucker, 1923
- Aneplasa balnearia Tucker, 1923
- Aneplasa borlei Lessert, 1933
- Aneplasa facies Tucker, 1923
- Aneplasa interrogationis Tucker, 1923
- Aneplasa nigra Tucker, 1923
- Aneplasa primaris Tucker, 1923
- Aneplasa sculpturata Tucker, 1923
- Aneplasa strandi Caporiacco, 1947

## Anzacia
Anzacia Dalmas, 1919
- Anzacia daviesae Ovtsharenko & Platnick, 1995
- Anzacia debilis (Hogg, 1900)
- Anzacia dimota (Simon, 1908)
- Anzacia gemmea (Dalmas, 1917)
- Anzacia inornata (Rainbow, 1920)
- Anzacia invenusta (L. Koch, 1872)
- Anzacia micacea (Simon, 1908)
- Anzacia mustecula (Simon, 1908)
- Anzacia perelegans (Rainbow, 1894)
- Anzacia perexigua (Simon, 1880)
- Anzacia petila (Simon, 1908)
- Anzacia respersa (Simon, 1908)
- Anzacia sarrita (Simon, 1908)
- Anzacia signata (Rainbow, 1920)
- Anzacia simoni Roewer, 1951

## Aphantaulax
Aphantaulax Simon, 1878
- Aphantaulax albini (Audouin, 1826)
- Aphantaulax australis Simon, 1893
- Aphantaulax cincta (L. Koch, 1866)
- Aphantaulax ensifera Simon, 1907
- Aphantaulax fasciata Kulczyński, 1911
- Aphantaulax flavida Caporiacco, 1940
- Aphantaulax inornata Tucker, 1923
- Aphantaulax katangae (Giltay, 1935)
- Aphantaulax scotophaea Simon, 1908
- Aphantaulax signicollis Tucker, 1923
- Aphantaulax stationis Tucker, 1923
- Aphantaulax trifasciata (O. P.-Cambridge, 1872)
  - Aphantaulax trifasciata trimaculata Simon, 1878
- Aphantaulax univittata Thorell, 1897
- Aphantaulax voiensis Berland, 1920
- Aphantaulax zonata Thorell, 1895

## Apodrassodes
Apodrassodes Vellard, 1924
- Apodrassodes araucanius (Chamberlin, 1916)
- Apodrassodes chula Brescovit & Lise, 1993
- Apodrassodes guatemalensis (F. O. P.-Cambridge, 1899)
- Apodrassodes mercedes Platnick & Shadab, 1983
- Apodrassodes mono Müller, 1987
- Apodrassodes pucon Platnick & Shadab, 1983
- Apodrassodes quilpuensis (Simon, 1902)
- Apodrassodes taim Brescovit & Lise, 1993
- Apodrassodes trancas Platnick & Shadab, 1983
- Apodrassodes yogeshi Gajbe, 1993

## Apodrassus
Apodrassus Chamberlin, 1916
- Apodrassus andinus Chamberlin, 1916

## Apopyllus
Apopyllus Platnick & Shadab, 1984
- Apopyllus huanuco Platnick & Shadab, 1984
- Apopyllus iheringi (Mello-Leitão, 1943)
- Apopyllus isabelae Brescovit & Lise, 1993
- Apopyllus ivieorum Platnick & Shadab, 1984
- Apopyllus malleco Platnick & Shadab, 1984
- Apopyllus now Platnick & Shadab, 1984
- Apopyllus pauper (Mello-Leitão, 1942)
- Apopyllus silvestrii (Simon, 1905)
- Apopyllus suavis (Simon, 1893)

## Aracus
Aracus Thorell, 1887
- Aracus captator Thorell, 1887

## Asemesthes
Asemesthes Simon, 1887
- Asemesthes affinis Lessert, 1933
- Asemesthes albovittatus Purcell, 1908
- Asemesthes ales Tucker, 1923
- Asemesthes alternatus Lawrence, 1928
- Asemesthes ceresicola Tucker, 1923
- Asemesthes decoratus Purcell, 1908
- Asemesthes flavipes Purcell, 1908
- Asemesthes fodina Tucker, 1923
- Asemesthes hertigi Lessert, 1933
- Asemesthes kunenensis Lawrence, 1927
- Asemesthes lamberti Tucker, 1923
- Asemesthes lineatus Purcell, 1908
- Asemesthes modestus Dalmas, 1921
- Asemesthes montanus Tucker, 1923
- Asemesthes nigristernus Dalmas, 1921
- Asemesthes numisma Tucker, 1923
- Asemesthes oconnori Tucker, 1923
- Asemesthes pallidus Purcell, 1908
- Asemesthes paynteri Tucker, 1923
- Asemesthes perdignus Dalmas, 1921
- Asemesthes purcelli Tucker, 1923
- Asemesthes reflexus Tucker, 1923
- Asemesthes septentrionalis Caporiacco, 1940
- Asemesthes sinister Lawrence, 1927
- Asemesthes subnubilus Simon, 1887
- Asemesthes windhukensis Tucker, 1923

## Asiabadus
Asiabadus Roewer, 1961
- Asiabadus asiaticus (Charitonov, 1946)

## Australoechemus
Australoechemus Schmidt & Piepho, 1994
- Australoechemus celer Schmidt & Piepho, 1994
- Australoechemus oecobiophilus Schmidt & Piepho, 1994

## Battalus
Battalus Karsch, 1878
- Battalus spinipes Karsch, 1878

## Benoitodes
Benoitodes Platnick, 1993
- Benoitodes caheni (Benoit, 1977)
- Benoitodes sanctaehelenae (Strand, 1909)

## Berinda
Berinda Roewer, 1928
- Berinda aegilia Chatzaki, 2002
- Berinda amabilis Roewer, 1928
- Berinda cypria Chatzaki & Panayiotou, 2010
- Berinda ensigera (O. P.-Cambridge, 1874)
- Berinda hakani Chatzaki & Seyyar, 2010

## Berlandina
Berlandina Dalmas, 1922
- Berlandina apscheronica Dunin, 1984
- Berlandina asbenica Denis, 1955
- Berlandina avishur Levy, 2009
- Berlandina caspica Ponomarev, 1979
- Berlandina charitonovi Ponomarev, 1979
- Berlandina cinerea (Menge, 1872)
- Berlandina corcyraea (O. P.-Cambridge, 1874)
- Berlandina denisi Roewer, 1961
- Berlandina deserticola (Dalmas, 1921)
- Berlandina drassodea (Caporiacco, 1934)
- Berlandina hui Song, Zhu & Zhang, 2004
- Berlandina kolosvaryi Caporiacco, 1947
- Berlandina meruana (Dalmas, 1921)
- Berlandina nabozhenkoi Ponomarev & Tsvetkov, 2006
- Berlandina nenilini Ponomarev & Tsvetkov, 2006
- Berlandina nigromaculata (Blackwall, 1865)
- Berlandina nubivaga (Simon, 1878)
- Berlandina obscurata Caporiacco, 1947
- Berlandina piephoi Schmidt, 1994
- Berlandina plumalis (O. P.-Cambridge, 1872)
- Berlandina potanini (Schenkel, 1963)
- Berlandina propinqua Roewer, 1961
- Berlandina pulchra (Nosek, 1905)
- Berlandina punica (Dalmas, 1921)
- Berlandina saraevi Ponomarev, 2008
- Berlandina schenkeli Marusik & Logunov, 1995
- Berlandina shumskyi Kovblyuk, 2003
- Berlandina spasskyi Ponomarev, 1979
- Berlandina ubsunurica Marusik & Logunov, 1995
- Berlandina venatrix (O. P.-Cambridge, 1874)

## Cabanadrassus
Cabanadrassus Mello-Leitão, 1941
- Cabanadrassus bifasciatus Mello-Leitão, 1941

## Callilepis
Callilepis Westring, 1874
- Callilepis chakanensis Tikader, 1982
- Callilepis chisos Platnick, 1975
- Callilepis concolor Simon, 1914
- Callilepis cretica (Roewer, 1928)
- Callilepis eremella Chamberlin, 1928
- Callilepis gertschi Platnick, 1975
- Callilepis gosoga Chamberlin & Gertsch, 1940
- Callilepis imbecilla (Keyserling, 1887)
- Callilepis ketani Gajbe, 1984
- Callilepis lambai Tikader & Gajbe, 1977
- Callilepis mumai Platnick, 1975
- Callilepis nocturna (Linnaeus, 1758)
- Callilepis pawani Gajbe, 1984
- Callilepis pluto Banks, 1896
- Callilepis rajani Gajbe, 1984
- Callilepis rajasthanica Tikader & Gajbe, 1977
- Callilepis rukminiae Tikader & Gajbe, 1977
- Callilepis schuszteri (Herman, 1879)

## Camillina
Camillina Berland, 1919
- Camillina aldabrae (Strand, 1907)
- Camillina antigua Platnick & Shadab, 1982
- Camillina arequipa Platnick & Shadab, 1982
- Camillina balboa Platnick & Shadab, 1982
- Camillina bimini Platnick & Shadab, 1982
- Camillina biplagia Tucker, 1923
- Camillina brasiliensis Müller, 1987
- Camillina caldas Platnick & Shadab, 1982
- Camillina calel Platnick & Shadab, 1982
- Camillina campeche Platnick & Shadab, 1982
- Camillina capensis Platnick & Murphy, 1987
- Camillina cauca Platnick & Shadab, 1982
- Camillina cayman Platnick & Shadab, 1982
- Camillina chiapa Platnick & Shadab, 1982
- Camillina chilensis (Simon, 1902)
- Camillina chincha Platnick & Shadab, 1982
- Camillina claro Platnick & Shadab, 1982
- Camillina colon Platnick & Shadab, 1982
- Camillina cordifera (Tullgren, 1910)
- Camillina cordoba Platnick & Murphy, 1987
- Camillina cruz Platnick & Shadab, 1982
- Camillina cui Platnick & Murphy, 1987
- Camillina desecheonis (Petrunkevitch, 1930)
- Camillina elegans (Bryant, 1940)
- Camillina europaea Dalmas, 1922
- Camillina fiana Platnick & Murphy, 1987
- Camillina gaira Platnick & Shadab, 1982
- Camillina galapagoensis (Banks, 1902)
- Camillina galianoae Platnick & Murphy, 1987
- Camillina huanta Platnick & Shadab, 1982
- Camillina isabela Platnick & Murphy, 1987
- Camillina isla Platnick & Shadab, 1982
- Camillina javieri Alayón, 2004
- Camillina jeris Platnick & Shadab, 1982
- Camillina kaibos Platnick & Murphy, 1987
- Camillina kochalkai Platnick & Murphy, 1987
- Camillina longipes (Nicolet, 1849)
- Camillina madrejon Platnick & Murphy, 1987
- Camillina mahnerti Platnick & Murphy, 1987
- Camillina major (Keyserling, 1891)
- Camillina marmorata (Mello-Leitão, 1943)
- Camillina maun Platnick & Murphy, 1987
- Camillina mauryi Platnick & Murphy, 1987
- Camillina merida Platnick & Shadab, 1982
- Camillina minuta (Mello-Leitão, 1941)
- Camillina mogollon Platnick & Shadab, 1982
- Camillina mona Platnick & Shadab, 1982
- Camillina namibensis Platnick & Murphy, 1987
- Camillina nevada Platnick & Shadab, 1982
- Camillina nevis Platnick & Shadab, 1982
- Camillina nova Platnick & Shadab, 1982
- Camillina oruro Platnick & Shadab, 1982
- Camillina pavesii (Simon, 1897)
- Camillina pecki Baert, 1994
- Camillina pedestris (O. P.-Cambridge, 1898)
- Camillina penai Platnick & Murphy, 1987
- Camillina pernambuco Müller, 1987
- Camillina pilar Platnick & Murphy, 1987
- Camillina piura Platnick & Shadab, 1982
- Camillina procurva (Purcell, 1908)
- Camillina puebla Platnick & Shadab, 1982
- Camillina pulchra (Keyserling, 1891)
- Camillina punta Platnick & Shadab, 1982
- Camillina recife Müller, 1987
- Camillina relucens (Simon, 1893)
- Camillina rogeri Alayón, 1993
- Camillina samariensis Müller, 1988
- Camillina sandrae Baert, 1994
- Camillina setosa Tucker, 1923
- Camillina shaba FitzPatrick, 2005
- Camillina smythiesi (Simon, 1897)
- Camillina tarapaca Platnick & Shadab, 1982
- Camillina taruma Platnick & Höfer, 1990
- Camillina tsima Platnick & Murphy, 1987
- Camillina ventana Ferreira, Zambonato & Lise, 2004

## Canariognapha
Canariognapha Wunderlich, 2011
- Canariognapha parwis Wunderlich, 2011

## Ceryerda
Ceryerda Simon, 1909
- Ceryerda cursitans Simon, 1909

## Cesonia
Cesonia Simon, 1893
- Cesonia aspida Chatzaki, 2002
- Cesonia bilineata (Hentz, 1847)
- Cesonia bixleri Platnick & Shadab, 1980
- Cesonia boca Platnick & Shadab, 1980
- Cesonia bryantae Platnick & Shadab, 1980
- Cesonia cana Platnick & Shadab, 1980
- Cesonia cerralvo Platnick & Shadab, 1980
- Cesonia chickeringi Platnick & Shadab, 1980
- Cesonia cincta (Banks, 1909)
- Cesonia classica Chamberlin, 1924
- Cesonia coala Platnick & Shadab, 1980
- Cesonia cuernavaca Platnick & Shadab, 1980
- Cesonia desecheo Platnick & Shadab, 1980
- Cesonia ditta Platnick & Shadab, 1980
- Cesonia elegans (Simon, 1891)
- Cesonia gertschi Platnick & Shadab, 1980
- Cesonia grisea (Banks, 1914)
- Cesonia irvingi (Mello-Leitão, 1944)
- Cesonia iviei Platnick & Shadab, 1980
- Cesonia josephus (Chamberlin & Gertsch, 1940)
- Cesonia lacertosa Chickering, 1949
- Cesonia leechi Platnick & Shadab, 1980
- Cesonia lugubris (O. P.-Cambridge, 1896)
- Cesonia maculata Platnick & Shadab, 1980
- Cesonia nadleri Platnick & Shadab, 1980
- Cesonia notata Chickering, 1949
- Cesonia pudica Chickering, 1949
- Cesonia rothi Platnick & Shadab, 1980
- Cesonia sincera Gertsch & Mulaik, 1936
- Cesonia trivittata Banks, 1898
- Cesonia ubicki Platnick & Shadab, 1980

## Cladothela
Cladothela Kishida, 1928
- Cladothela auster Kamura, 1997
- Cladothela bistorta Zhang, Song & Zhu, 2002
- Cladothela boninensis Kishida, 1928
- Cladothela joannisi (Schenkel, 1963)
- Cladothela ningmingensis Zhang, Yin & Bao, 2004
- Cladothela oculinotata (Bösenberg & Strand, 1906)
- Cladothela parva Kamura, 1991
- Cladothela tortiembola Paik, 1992
- Cladothela unciinsignita (Bösenberg & Strand, 1906)

## Coillina
Coillina Yin & Peng, 1998
- Coillina baka Yin & Peng, 1998

## Coreodrassus
Coreodrassus Paik, 1984
- Coreodrassus forficalus Zhang & Zhu, 2008
- Coreodrassus lancearius (Simon, 1893)
- Coreodrassus semidesertus Ponomarev & Tsvetkov, 2006

## Cryptodrassus
Cryptodrassus Miller, 1943
- Cryptodrassus creticus Chatzaki, 2002
- Cryptodrassus hungaricus (Balogh, 1935)

## Cubanopyllus
Cubanopyllus Alayón & Platnick, 1993
- Cubanopyllus inconspicuus (Bryant, 1940)

## Diaphractus
Diaphractus Purcell, 1907
- Diaphractus assimilis Tullgren, 1910
- Diaphractus leipoldti Purcell, 1907
- Diaphractus muticus Lawrence, 1927

## Drassodes
Drassodes Westring, 1851
- Drassodes acrotirius Roewer, 1928
- Drassodes adisensis Strand, 1906
- Drassodes affinis (Nicolet, 1849)
- Drassodes afghanus Roewer, 1961
- Drassodes albicans (Simon, 1878)
- Drassodes andamanensis Tikader, 1977
- Drassodes andorranus Denis, 1938
- Drassodes angulus Platnick & Shadab, 1976
- Drassodes arapensis Strand, 1908
- Drassodes archibensis Ponomarev & Alieva, 2008
- Drassodes assimilatus (Blackwall, 1865)
- Drassodes astrologus (O. P.-Cambridge, 1874)
- Drassodes auriculoides Barrows, 1919
- Drassodes auritus Schenkel, 1963
- Drassodes bechuanicus Tucker, 1923
- Drassodes bendamiranus Roewer, 1961
- Drassodes bicurvatus Roewer, 1961
- Drassodes bifidus Kovblyuk & Seyyar, 2009
- Drassodes brachythelis (Thorell, 1890)
- Drassodes braendegaardi Caporiacco, 1949
- Drassodes caffrerianus Purcell, 1907
- Drassodes calceatus Purcell, 1907
- Drassodes cambridgei Roewer, 1951
- Drassodes canaglensis Caporiacco, 1927
- Drassodes carinivulvus Caporiacco, 1934
- Drassodes caspius Ponomarev & Tsvetkov, 2006
- Drassodes cerinus Simon, 1897
- Drassodes charcoviae (Thorell, 1875)
- Drassodes charitonovi Tuneva, 2005
- Drassodes chybyndensis Esyunin & Tuneva, 2002
- Drassodes clavifemur (Reimoser, 1935)
- Drassodes corticalis (Lucas, 1846)
- Drassodes crassipalpus (Roewer, 1961)
- Drassodes crassipes (Lucas, 1846)
- Drassodes cupa Tuneva, 2005
- Drassodes cupreus (Blackwall, 1834)
- Drassodes dagestanus Ponomarev & Alieva, 2008
- Drassodes daliensis Yang & Song, 2003
- Drassodes delicatus (Blackwall, 1867)
- Drassodes deoprayagensis Tikader & Gajbe, 1975
- Drassodes depilosus Dönitz & Strand, 1906
- Drassodes deserticola Simon, 1893
- Drassodes difficilis (Simon, 1878)
- Drassodes dispulsoides Schenkel, 1963
- Drassodes distinctus (Lucas, 1846)
- Drassodes dregei Purcell, 1907
- Drassodes drydeni Petrunkevitch, 1914
- Drassodes ellenae (Barrion & Litsinger, 1995)
- Drassodes ereptor Purcell, 1907
- Drassodes falciger Jézéquel, 1965
- Drassodes fedtschenkoi (Kroneberg, 1875)
- Drassodes fugax (Simon, 1878)
- Drassodes gangeticus Tikader & Gajbe, 1975
- Drassodes gilvus Tullgren, 1910
- Drassodes gooldi Purcell, 1907
- Drassodes gosiutus Chamberlin, 1919
- Drassodes gujaratensis Patel & Patel, 1975
- Drassodes hamiger (Thorell, 1877)
- Drassodes hebei Song, Zhu & Zhang, 2004
- Drassodes helenae Purcell, 1907
- Drassodes heterophthalmus Simon, 1905
- Drassodes himalayensis Tikader & Gajbe, 1975
- Drassodes ignobilis Petrunkevitch, 1914
- Drassodes imbecillus (L. Koch, 1875)
- Drassodes inermis (Simon, 1878)
- Drassodes infletus (O. P.-Cambridge, 1885)
- Drassodes insidiator Thorell, 1897
- Drassodes insignis (Blackwall, 1862)
- Drassodes interemptor (O. P.-Cambridge, 1885)
- Drassodes interlisus (O. P.-Cambridge, 1885)
- Drassodes interpolator (O. P.-Cambridge, 1885)
- Drassodes involutus (O. P.-Cambridge, 1885)
- Drassodes jakkabagensis Charitonov, 1946
- Drassodes jiufeng Tang, Song & Zhang, 2001
- Drassodes kaszabi Loksa, 1965
- Drassodes katunensis Marusik, Hippa & Koponen, 1996
- Drassodes kibonotensis Tullgren, 1910
- Drassodes krausi (Roewer, 1961)
- Drassodes kwantungensis Saito, 1937
- Drassodes lacertosus (O. P.-Cambridge, 1872)
- Drassodes lapidosus (Walckenaer, 1802)
  - Drassodes lapidosus bidens (Simon, 1878)
- Drassodes lapsus (O. P.-Cambridge, 1885)
- Drassodes licenti Schenkel, 1953
- Drassodes lindbergi Roewer, 1961
- Drassodes lividus Denis, 1958
- Drassodes longispinus Marusik & Logunov, 1995
- Drassodes lophognathus Purcell, 1907
- Drassodes luridus (O. P.-Cambridge, 1874)
- Drassodes luteomicans (Simon, 1878)
- Drassodes lutescens (C. L. Koch, 1839)
- Drassodes lyratus Purcell, 1907
- Drassodes lyriger Simon, 1909
- Drassodes macilentus (O. P.-Cambridge, 1874)
- Drassodes malagassicus (Butler, 1879)
- Drassodes mandibularis (L. Koch, 1866)
- Drassodes manducator (Thorell, 1897)
- Drassodes masculus Tucker, 1923
- Drassodes mauritanicus Denis, 1945
- Drassodes meghalayaensis Tikader & Gajbe, 1977
- Drassodes mirandus (Nicolet, 1849)
- Drassodes mirus Platnick & Shadab, 1976
- Drassodes montenegrinus (Kulczyński, 1897)
- Drassodes monticola (Kroneberg, 1875)
- Drassodes myogaster (Bertkau, 1880)
- Drassodes nagqu Song, Zhu & Zhang, 2004
- Drassodes narayanpurensis Gajbe, 2005
- Drassodes natali Esyunin & Tuneva, 2002
- Drassodes neglectus (Keyserling, 1887)
- Drassodes nigroscriptus Simon, 1909
  - Drassodes nigroscriptus deminutus Simon, 1909
- Drassodes nox Dönitz & Strand, 1906
- Drassodes nugatorius (Karsch, 1881)
- Drassodes obscurus (Lucas, 1846)
- Drassodes orientalis (L. Koch, 1866)
- Drassodes parauritus Song, Zhu & Zhang, 2004
- Drassodes paroculus Simon, 1893
- Drassodes parvicorpus Roewer, 1951
- Drassodes parvidens Caporiacco, 1934
- Drassodes pashanensis Tikader & Gajbe, 1977
- Drassodes pectinifer Schenkel, 1936
- Drassodes phagduaensis Tikader, 1964
- Drassodes placidulus Simon, 1914
- Drassodes platnicki Song, Zhu & Zhang, 2004
- Drassodes prosthesimiformis Strand, 1906
- Drassodes pseudolesserti Loksa, 1965
- Drassodes pubescens (Thorell, 1856)
- Drassodes rhodanicus Simon, 1914
- Drassodes robatus Roewer, 1961
- Drassodes rostratus Esyunin & Tuneva, 2002
- Drassodes rubicundulus Caporiacco, 1934
- Drassodes rubidus (Simon, 1878)
- Drassodes rufipes (Lucas, 1846)
- Drassodes rugichelis Denis, 1962
- Drassodes russulus (Thorell, 1890)
- Drassodes saccatus (Emerton, 1890)
- Drassodes saganus Strand, 1918
- Drassodes sagarensis Tikader, 1982
- Drassodes saitoi Schenkel, 1963
- Drassodes serratichelis (Roewer, 1928)
- Drassodes serratidens Schenkel, 1963
- Drassodes sesquidentatus Purcell, 1908
- Drassodes shawanensis Song, Zhu & Zhang, 2004
- Drassodes similis Nosek, 1905
- Drassodes simplex Kulczyński, 1926
- Drassodes simplicivulvus Caporiacco, 1940
- Drassodes singulariformis Roewer, 1951
- Drassodes sirmourensis (Tikader & Gajbe, 1977)
- Drassodes sitae Tikader & Gajbe, 1975
- Drassodes sockniensis (Karsch, 1881)
- Drassodes solitarius Purcell, 1907
- Drassodes soussensis Denis, 1956
- Drassodes spinicrus Caporiacco, 1928
- Drassodes splendens Tucker, 1923
- Drassodes stationis Tucker, 1923
- Drassodes sternatus Strand, 1906
- Drassodes striatus (L. Koch, 1866)
- Drassodes subviduatus Strand, 1906
- Drassodes taehadongensis Paik, 1995
- Drassodes tarrhunensis (Karsch, 1881)
- Drassodes termezius Roewer, 1961
- Drassodes tesselatus Purcell, 1907
- Drassodes thaleri Hervé & Rollard, 2009
- Drassodes thimei (L. Koch, 1878)
- Drassodes tikaderi (Gajbe, 1987)
- Drassodes tiritschensis Miller & Buchar, 1972
- Drassodes tortuosus Tucker, 1923
- Drassodes unicolor (O. P.-Cambridge, 1872)
- Drassodes uritai Tang et al., 1999
- Drassodes venustus (Nicolet, 1849)
- Drassodes villosus (Thorell, 1856)
- Drassodes viveki (Gajbe, 1992)
- Drassodes voigti (Bösenberg, 1899)
- Drassodes vorax Strand, 1906

## Drassodex
Drassodex Murphy, 2007
- Drassodex cervinus (Simon, 1914)
- Drassodex drescoi Hervé, Roberts & Murphy, 2009
- Drassodex fritillifer (Simon, 1914)
- Drassodex granja Hervé, Roberts & Murphy, 2009
- Drassodex heeri (Pavesi, 1873)
- Drassodex hispanus (L. Koch, 1866)
- Drassodex hypocrita (Simon, 1878)
- Drassodex lesserti (Schenkel, 1936)
- Drassodex simoni Hervé, Roberts & Murphy, 2009
- Drassodex validior (Simon, 1914)

## Drassyllus
Drassyllus Chamberlin, 1922
- Drassyllus adocetus Chamberlin, 1936
- Drassyllus adullam Levy, 2009
- Drassyllus alachua Platnick & Shadab, 1982
- Drassyllus antonito Platnick & Shadab, 1982
- Drassyllus aprilinus (Banks, 1904)
- Drassyllus arizonensis (Banks, 1901)
- Drassyllus baccus Platnick & Shadab, 1982
- Drassyllus barbus Platnick, 1984
- Drassyllus biglobosus Paik, 1986
- Drassyllus broussardi Platnick & Horner, 2007
- Drassyllus callus Platnick & Shadab, 1982
- Drassyllus carbonarius (O. P.-Cambridge, 1872)
- Drassyllus cerrus Platnick & Shadab, 1982
- Drassyllus chibus Platnick & Shadab, 1982
- Drassyllus coajus Platnick & Shadab, 1982
- Drassyllus conformans Chamberlin, 1936
- Drassyllus coreanus Paik, 1986
- Drassyllus covensis Exline, 1962
- Drassyllus creolus Chamberlin & Gertsch, 1940
- Drassyllus crimeaensis Kovblyuk, 2003
- Drassyllus depressus (Emerton, 1890)
- Drassyllus dixinus Chamberlin, 1922
- Drassyllus dromeus Chamberlin, 1922
- Drassyllus durango Platnick & Shadab, 1982
- Drassyllus ellipes Chamberlin & Gertsch, 1940
- Drassyllus eremitus Chamberlin, 1922
- Drassyllus eremophilus Chamberlin & Gertsch, 1940
- Drassyllus eurus Platnick & Shadab, 1982
- Drassyllus excavatus (Schenkel, 1963)
- Drassyllus fallens Chamberlin, 1922
- Drassyllus fractus Chamberlin, 1936
- Drassyllus fragilis Ponomarev, 2008
- Drassyllus frigidus (Banks, 1892)
- Drassyllus gammus Platnick & Shadab, 1982
- Drassyllus gynosaphes Chamberlin, 1936
- Drassyllus huachuca Platnick & Shadab, 1982
- Drassyllus inanus Chamberlin & Gertsch, 1940
- Drassyllus insularis (Banks, 1900)
- Drassyllus jabalpurensis Gajbe, 2005
- Drassyllus jubatopalpis Levy, 1998
- Drassyllus khajuriai Tikader & Gajbe, 1976
- Drassyllus lamprus (Chamberlin, 1920)
- Drassyllus lepidus (Banks, 1899)
- Drassyllus louisianus Chamberlin, 1922
- Drassyllus lutetianus (L. Koch, 1866)
- Drassyllus mahabalei Tikader, 1982
- Drassyllus mazus Platnick & Shadab, 1982
- Drassyllus mexicanus (Banks, 1898)
- Drassyllus mirus Platnick & Shadab, 1982
- Drassyllus mormon Chamberlin, 1936
- Drassyllus mumai Gertsch & Riechert, 1976
- Drassyllus nannellus Chamberlin & Gertsch, 1940
- Drassyllus niger (Banks, 1896)
- Drassyllus notonus Chamberlin, 1928
- Drassyllus novus (Banks, 1895)
- Drassyllus ojus Platnick & Shadab, 1982
- Drassyllus orgilus Chamberlin, 1922
- Drassyllus orlando Platnick & Corey, 1989
- Drassyllus pantherius Hu & Wu, 1989
- Drassyllus platnicki Gajbe, 1987
- Drassyllus praeficus (L. Koch, 1866)
- Drassyllus proclesis Chamberlin, 1922
- Drassyllus prosaphes Chamberlin, 1936
- Drassyllus puebla Platnick & Shadab, 1982
- Drassyllus pumiloides Chatzaki, 2003
- Drassyllus pumilus (C. L. Koch, 1839)
- Drassyllus pusillus (C. L. Koch, 1833)
- Drassyllus ratnagiriensis Tikader & Gajbe, 1976
- Drassyllus rufulus (Banks, 1892)
- Drassyllus salton Platnick & Shadab, 1982
- Drassyllus sanmenensis Platnick & Song, 1986
- Drassyllus saphes Chamberlin, 1936
- Drassyllus sasakawai Kamura, 1987
- Drassyllus seminolus Chamberlin & Gertsch, 1940
- Drassyllus shaanxiensis Platnick & Song, 1986
- Drassyllus sinton Platnick & Shadab, 1982
- Drassyllus socius Chamberlin, 1922
- Drassyllus sonus Platnick & Shadab, 1982
- Drassyllus sur Tuneva & Esyunin, 2003
- Drassyllus talus Platnick & Shadab, 1982
- Drassyllus tepus Platnick & Shadab, 1982
- Drassyllus texamans Chamberlin, 1936
- Drassyllus tinus Platnick & Shadab, 1982
- Drassyllus truncatus Paik, 1992
- Drassyllus villicus (Thorell, 1875)
- Drassyllus villus Platnick & Shadab, 1982
- Drassyllus vinealis (Kulczyński, 1897)
- Drassyllus yaginumai Kamura, 1987
- Drassyllus yunnanensis Platnick & Song, 1986
- Drassyllus zimus Platnick & Shadab, 1982

## Echemella
Echemella Strand, 1906
- Echemella occulta (Benoit, 1965)
- Echemella pavesii (Simon, 1909)
- Echemella quinquedentata Strand, 1906
- Echemella sinuosa Murphy & Russell-Smith, 2007
- Echemella strandi (Caporiacco, 1940)
- Echemella tenuis Murphy & Russell-Smith, 2007

## Echemographis
Echemographis Caporiacco, 1955
- Echemographis distincta Caporiacco, 1955

## Echemoides
Echemoides Mello-Leitão, 1938
- Echemoides aguilari Platnick & Shadab, 1979
- Echemoides argentinus (Mello-Leitão, 1940)
- Echemoides balsa Platnick & Shadab, 1979
- Echemoides cekalovici Platnick, 1983
- Echemoides chilensis Platnick, 1983
- Echemoides gayi (Simon, 1904)
- Echemoides giganteus Mello-Leitão, 1938
- Echemoides illapel Platnick & Shadab, 1979
- Echemoides malleco Platnick & Shadab, 1979
- Echemoides mauryi Platnick & Shadab, 1979
- Echemoides penai Platnick & Shadab, 1979
- Echemoides penicillatus (Mello-Leitão, 1942)
- Echemoides rossi Platnick & Shadab, 1979
- Echemoides schlingeri Platnick & Shadab, 1979
- Echemoides tofo Platnick & Shadab, 1979

## Echemus
Echemus Simon, 1878
- Echemus angustifrons (Westring, 1861)
  - Echemus angustifrons balticus (Lohmander, 1942)
- Echemus chaetognathus (Thorell, 1887)
- Echemus chaperi Simon, 1885
- Echemus chebanus (Thorell, 1897)
- Echemus chialanus Thorell, 1897
- Echemus dilutus (L. Koch, 1873)
- Echemus erutus Tucker, 1923
- Echemus escalerai Simon, 1909
- Echemus ghecuanus (Thorell, 1897)
- Echemus giaii Gerschman & Schiapelli, 1948
- Echemus hamipalpis (Kroneberg, 1875)
- Echemus incinctus Simon, 1907
- Echemus inermis Mello-Leitão, 1939
- Echemus lacertosus Simon, 1907
- Echemus levyi Kovblyuk & Seyyar, 2009
- Echemus modestus Kulczyński, 1899
- Echemus orinus (Thorell, 1897)
- Echemus pictus Kulczyński, 1911
- Echemus plapoensis (Thorell, 1897)
- Echemus scutatus (Simon, 1879)
- Echemus sibiricus Marusik & Logunov, 1995
- Echemus viveki Gajbe, 1989

## Eilica
Eilica Keyserling, 1891
- Eilica albopunctata (Hogg, 1896)
- Eilica amambay Platnick, 1985
- Eilica bedourie Platnick, 1985
- Eilica bicolor Banks, 1896
- Eilica bonda Müller, 1987
- Eilica chickeringi Platnick, 1975
- Eilica cincta (Simon, 1893)
- Eilica contacta Platnick, 1975
- Eilica daviesae Platnick, 1985
- Eilica fusca Platnick, 1975
- Eilica giga FitzPatrick, 1994
- Eilica kandarpae Nigam & Patel, 1996
- Eilica lotzi FitzPatrick, 2002
- Eilica maculipes (Vellard, 1925)
- Eilica marchantaria Brescovit & Höfer, 1993
- Eilica modesta Keyserling, 1891
- Eilica mullaroo Platnick, 1988
- Eilica myrmecophila (Simon, 1903)
- Eilica obscura (Keyserling, 1891)
- Eilica platnicki Tikader & Gajbe, 1977
- Eilica pomposa Medan, 2001
- Eilica rotunda Platnick, 1975
- Eilica rufithorax (Simon, 1893)
- Eilica serrata Platnick, 1975
- Eilica songadhensis Patel, 1988
- Eilica tikaderi Platnick, 1976
- Eilica trilineata (Mello-Leitão, 1941)
- Eilica uniformis (Schiapelli & Gerschman, 1942)

## Encoptarthria
Encoptarthria Main, 1954
- Encoptarthria echemophthalma (Simon, 1908)
- Encoptarthria grisea (L. Koch, 1873)
- Encoptarthria penicillata (Simon, 1908)
- Encoptarthria perpusilla (Simon, 1908)
- Encoptarthria vestigator (Simon, 1908)

## Epicharitus
Epicharitus Rainbow, 1916
- Epicharitus leucosemus Rainbow, 1916

## Fedotovia
Fedotovia Charitonov, 1946
- Fedotovia mongolica Marusik, 1993
- Fedotovia uzbekistanica Charitonov, 1946

## Gertschosa
Gertschosa Platnick & Shadab, 1981
- Gertschosa amphiloga (Chamberlin, 1936)
- Gertschosa cincta (Banks, 1929)
- Gertschosa concinna (Simon, 1895)
- Gertschosa palisadoes Platnick & Shadab, 1981

## Gnaphosa
Gnaphosa Latreille, 1804
- Gnaphosa aborigena Tyschchenko, 1965
- Gnaphosa akagiensis Hayashi, 1994
- Gnaphosa alacris Simon, 1878
- Gnaphosa alpica Simon, 1878
- Gnaphosa altudona Chamberlin, 1922
- Gnaphosa antipola Chamberlin, 1933
- Gnaphosa artaensis Wunderlich, 2011
- Gnaphosa atramentaria Simon, 1878
- Gnaphosa azerbaidzhanica Tuneva & Esyunin, 2003
- Gnaphosa badia (L. Koch, 1866)
- Gnaphosa balearicola Strand, 1942
- Gnaphosa banini Marusik & Koponen, 2001
- Gnaphosa basilicata Simon, 1882
- Gnaphosa belyaevi Ovtsharenko, Platnick & Song, 1992
- Gnaphosa betpaki Ovtsharenko, Platnick & Song, 1992
- Gnaphosa bicolor (Hahn, 1833)
- Gnaphosa bithynica Kulczyński, 1903
- Gnaphosa borea Kulczyński, 1908
- Gnaphosa brumalis Thorell, 1875
- Gnaphosa californica Banks, 1904
- Gnaphosa campanulata Zhang & Song, 2001
- Gnaphosa cantabrica Simon, 1914
- Gnaphosa caucasica Ovtsharenko, Platnick & Song, 1992
- Gnaphosa chiapas Platnick & Shadab, 1975
- Gnaphosa chihuahua Platnick & Shadab, 1975
- Gnaphosa chola Ovtsharenko & Marusik, 1988
- Gnaphosa clara (Keyserling, 1887)
- Gnaphosa corticola Simon, 1914
- Gnaphosa cumensis Ponomarev, 1981
- Gnaphosa cyrenaica (Caporiacco, 1949)
- Gnaphosa danieli Miller & Buchar, 1972
- Gnaphosa dege Ovtsharenko, Platnick & Song, 1992
- Gnaphosa dentata Platnick & Shadab, 1975
- Gnaphosa dolosa Herman, 1879
- Gnaphosa eskovi Ovtsharenko, Platnick & Song, 1992
- Gnaphosa eucalyptus Ghafoor & Beg, 2002
- Gnaphosa fagei Schenkel, 1963
- Gnaphosa fallax Herman, 1879
- Gnaphosa fontinalis Keyserling, 1887
- Gnaphosa funerea (Dalmas, 1921)
- Gnaphosa gracilior Kulczyński, 1901
- Gnaphosa haarlovi Denis, 1958
- Gnaphosa halophila Esyunin & Efimik, 1997
- Gnaphosa hastata Fox, 1937
- Gnaphosa hirsutipes Banks, 1901
- Gnaphosa iberica Simon, 1878
- Gnaphosa ilika Ovtsharenko, Platnick & Song, 1992
- Gnaphosa inconspecta Simon, 1878
- Gnaphosa jodhpurensis Tikader & Gajbe, 1977
- Gnaphosa jucunda Thorell, 1875
- Gnaphosa kailana Tikader, 1966
- Gnaphosa kamurai Ovtsharenko, Platnick & Song, 1992
- Gnaphosa kankhalae Biswas & Roy, 2008
- Gnaphosa kansuensis Schenkel, 1936
- Gnaphosa ketmer Tuneva, 2005
- Gnaphosa kompirensis Bösenberg & Strand, 1906
- Gnaphosa kuldzha Ovtsharenko, Platnick & Song, 1992
- Gnaphosa kurchak Ovtsharenko, Platnick & Song, 1992
- Gnaphosa lapponum (L. Koch, 1866)
  - Gnaphosa lapponum inermis Strand, 1899
- Gnaphosa leporina (L. Koch, 1866)
- Gnaphosa licenti Schenkel, 1953
- Gnaphosa limbata Strand, 1900
- Gnaphosa lonai Caporiacco, 1949
- Gnaphosa lucifuga (Walckenaer, 1802)
  - Gnaphosa lucifuga minor Nosek, 1905
- Gnaphosa luctifica Simon, 1879
- Gnaphosa lugubris (C. L. Koch, 1839)
- Gnaphosa mandschurica Schenkel, 1963
- Gnaphosa maritima Platnick & Shadab, 1975
- Gnaphosa mcheidzeae Mikhailov, 1998
- Gnaphosa microps Holm, 1939
- Gnaphosa modestior Kulczyński, 1897
- Gnaphosa moerens O. P.-Cambridge, 1885
- Gnaphosa moesta Thorell, 1875
- Gnaphosa mongolica Simon, 1895
- Gnaphosa montana (L. Koch, 1866)
- Gnaphosa muscorum (L. Koch, 1866)
  - Gnaphosa muscorum gaunitzi Tullgren, 1955
- Gnaphosa namulinensis Hu, 2001
- Gnaphosa nigerrima L. Koch, 1877
- Gnaphosa nordlandica Strand, 1900
- Gnaphosa norvegica Strand, 1900
- Gnaphosa occidentalis Simon, 1878
- Gnaphosa oceanica Simon, 1878
- Gnaphosa oligerae Ovtsharenko & Platnick, 1998
- Gnaphosa opaca Herman, 1879
- Gnaphosa orchymonti Giltay, 1932
- Gnaphosa orites Chamberlin, 1922
- Gnaphosa ovchinnikovi Ovtsharenko, Platnick & Song, 1992
- Gnaphosa pakistanica Ovtchinnikov, Ahmad & Inayatullah, 2008
- Gnaphosa parvula Banks, 1896
- Gnaphosa pauriensis Tikader & Gajbe, 1977
- Gnaphosa pengi Zhang & Yin, 2001
- Gnaphosa perplexa Denis, 1958
- Gnaphosa petrobia L. Koch, 1872
- Gnaphosa pilosa Savelyeva, 1972
- Gnaphosa poonaensis Tikader, 1973
- Gnaphosa porrecta Strand, 1900
- Gnaphosa potanini Simon, 1895
- Gnaphosa potosi Platnick & Shadab, 1975
- Gnaphosa primorica Ovtsharenko, Platnick & Song, 1992
- Gnaphosa prosperi Simon, 1878
- Gnaphosa pseashcho Ovtsharenko, Platnick & Song, 1992
- Gnaphosa pseudoleporina Ovtsharenko, Platnick & Song, 1992
- Gnaphosa rasnitsyni Marusik, 1993
- Gnaphosa reikhardi Ovtsharenko, Platnick & Song, 1992
- Gnaphosa rhenana Müller & Schenkel, 1895
- Gnaphosa rohtakensis Gajbe, 1992
- Gnaphosa rufula (L. Koch, 1866)
- Gnaphosa salsa Platnick & Shadab, 1975
- Gnaphosa sandersi Gertsch & Davis, 1940
- Gnaphosa saurica Ovtsharenko, Platnick & Song, 1992
- Gnaphosa saxosa Platnick & Shadab, 1975
- Gnaphosa secreta Simon, 1878
- Gnaphosa sericata (L. Koch, 1866)
- Gnaphosa sinensis Simon, 1880
- Gnaphosa snohomish Platnick & Shadab, 1975
- Gnaphosa songi Zhang, 2001
- Gnaphosa sonora Platnick & Shadab, 1975
- Gnaphosa steppica Ovtsharenko, Platnick & Song, 1992
- Gnaphosa sticta Kulczyński, 1908
- Gnaphosa stoliczkai O. P.-Cambridge, 1885
- Gnaphosa stussineri Simon, 1885
- Gnaphosa synthetica Chamberlin, 1924
- Gnaphosa tarabaevi Ovtsharenko, Platnick & Song, 1992
- Gnaphosa taurica Thorell, 1875
- Gnaphosa tenebrosa Fox, 1938
- Gnaphosa tetrica Simon, 1878
- Gnaphosa tigrina Simon, 1878
- Gnaphosa tumd Tang, Song & Zhang, 2001
- Gnaphosa tuvinica Marusik & Logunov, 1992
- Gnaphosa ukrainica Ovtsharenko, Platnick & Song, 1992
- Gnaphosa utahana Banks, 1904
- Gnaphosa wiehlei Schenkel, 1963
- Gnaphosa xieae Zhang & Yin, 2001
- Gnaphosa zeugitana Pavesi, 1880
- Gnaphosa zhaoi Ovtsharenko, Platnick & Song, 1992
- Gnaphosa zonsteini Ovtsharenko, Platnick & Song, 1992
- Gnaphosa zyuzini Ovtsharenko, Platnick & Song, 1992

## Haplodrassus
Haplodrassus Chamberlin, 1922
- Haplodrassus aenus Thaler, 1984
- Haplodrassus ambalaensis Gajbe, 1992
- Haplodrassus atarot Levy, 2004
- Haplodrassus belgeri Ovtsharenko & Marusik, 1988
- Haplodrassus bengalensis Gajbe, 1992
- Haplodrassus bicornis (Emerton, 1909)
- Haplodrassus bohemicus Miller & Buchar, 1977
- Haplodrassus canariensis Schmidt, 1977
- Haplodrassus caspius Ponomarev & Belosludtsev, 2008
- Haplodrassus chamberlini Platnick & Shadab, 1975
- Haplodrassus chotanagpurensis Gajbe, 1987
- Haplodrassus cognatus (Westring, 1861)
  - Haplodrassus cognatus ermolajewi Lohmander, 1942
- Haplodrassus concertor (Simon, 1878)
- Haplodrassus creticus (Roewer, 1928)
- Haplodrassus dalmatensis (L. Koch, 1866)
  - Haplodrassus dalmatensis pictus (Thorell, 1875)
- Haplodrassus dentatus Xu & Song, 1987
- Haplodrassus deserticola Schmidt & Krause, 1996
- Haplodrassus dixiensis Chamberlin & Woodbury, 1929
- Haplodrassus dumdumensis Tikader, 1982
- Haplodrassus eunis Chamberlin, 1922
- Haplodrassus grazianoi Caporiacco, 1948
- Haplodrassus hatsushibai Kamura, 2007
- Haplodrassus hiemalis (Emerton, 1909)
- Haplodrassus invalidus (O. P.-Cambridge, 1872)
- Haplodrassus isaevi Ponomarev & Tsvetkov, 2006
- Haplodrassus jacobi Gajbe, 1992
- Haplodrassus kanenoi Kamura, 1995
- Haplodrassus kulczynskii Lohmander, 1942
- Haplodrassus lilliputanus Levy, 2004
- Haplodrassus macellinus (Thorell, 1871)
  - Haplodrassus macellinus hebes (O. P.-Cambridge, 1874)
- Haplodrassus maculatus (Banks, 1904)
- Haplodrassus mayumiae Kamura, 2007
- Haplodrassus mediterraneus Levy, 2004
- Haplodrassus mimus Chamberlin, 1922
- Haplodrassus minor (O. P.-Cambridge, 1879)
- Haplodrassus moderatus (Kulczyński, 1897)
- Haplodrassus montanus Paik & Sohn, 1984
- Haplodrassus morosus (O. P.-Cambridge, 1872)
- Haplodrassus nojimai Kamura, 2007
- Haplodrassus ovtchinnikovi Ponomarev, 2008
- Haplodrassus paramecus Zhang, Song & Zhu, 2001
- Haplodrassus pargongsanensis Paik, 1992
- Haplodrassus ponomarevi Kovblyuk & Seyyar, 2009
- Haplodrassus pseudosignifer Marusik, Hippa & Koponen, 1996
- Haplodrassus pugnans (Simon, 1880)
- Haplodrassus reginae Schmidt & Krause, 1998
- Haplodrassus rufus (Savelyeva, 1972)
- Haplodrassus rugosus Tuneva, 2005
- Haplodrassus sataraensis Tikader & Gajbe, 1977
- Haplodrassus seditiosus (Caporiacco, 1928)
- Haplodrassus severus (C. L. Koch, 1839)
- Haplodrassus signifer (C. L. Koch, 1839)
- Haplodrassus silvestris (Blackwall, 1833)
- Haplodrassus soerenseni (Strand, 1900)
- Haplodrassus stuxbergi (L. Koch, 1879)
- Haplodrassus taepaikensis Paik, 1992
- Haplodrassus taibo (Chamberlin, 1919)
- Haplodrassus tegulatus (Schenkel, 1963)
- Haplodrassus tehriensis Tikader & Gajbe, 1977
- Haplodrassus umbratilis (L. Koch, 1866)
  - Haplodrassus umbratilis gothicus Lohmander, 1942
- Haplodrassus vastus (Hu, 1989)

## Hemicloea
Hemicloea Thorell, 1870
- Hemicloea affinis L. Koch, 1875
- Hemicloea crocotila Simon, 1908
- Hemicloea limbata L. Koch, 1875
- Hemicloea michaelseni Simon, 1908
- Hemicloea murina L. Koch, 1875
- Hemicloea pacifica Berland, 1924
- Hemicloea plumea L. Koch, 1875
- Hemicloea rogenhoferi L. Koch, 1875
- Hemicloea semiplumosa Simon, 1908
- Hemicloea sublimbata Simon, 1908
- Hemicloea sundevalli Thorell, 1870
- Hemicloea tasmani Dalmas, 1917
- Hemicloea tenera L. Koch, 1876

## Herpyllus
Herpyllus Hentz, 1832
- Herpyllus australis (Holmberg, 1881)
- Herpyllus bensonae Fox, 1938
- Herpyllus brachet Platnick & Shadab, 1977
- Herpyllus bubulcus Chamberlin, 1922
- Herpyllus calcuttaensis Biswas, 1984
- Herpyllus coahuilanus Gertsch & Davis, 1940
- Herpyllus cockerelli (Banks, 1901)
- Herpyllus convallis Chamberlin, 1936
- Herpyllus coreanus Paik, 1992
- Herpyllus ecclesiasticus Hentz, 1832
- Herpyllus emertoni Bryant, 1935
- Herpyllus excelsus Fox, 1938
- Herpyllus fidelis (O. P.-Cambridge, 1898)
- Herpyllus frio Platnick & Shadab, 1977
- Herpyllus gertschi Platnick & Shadab, 1977
- Herpyllus giganteus Platnick & Shadab, 1977
- Herpyllus goaensis Tikader, 1982
- Herpyllus hesperolus Chamberlin, 1928
- Herpyllus iguala Platnick & Shadab, 1977
- Herpyllus lativulvus Denis, 1958
- Herpyllus malkini Platnick & Shadab, 1977
- Herpyllus paropanisadensis Denis, 1958
- Herpyllus perditus (Banks, 1898)
- Herpyllus perote Platnick & Shadab, 1977
- Herpyllus pictus (F. O. P.-Cambridge, 1899)
- Herpyllus propinquus (Keyserling, 1887)
- Herpyllus proximus Denis, 1958
- Herpyllus regnans Chamberlin, 1936
- Herpyllus reservatus Chamberlin, 1936
- Herpyllus scholasticus Chamberlin, 1922
- Herpyllus schwarzi (Banks, 1901)
- Herpyllus sherus Platnick & Shadab, 1977
- Herpyllus vicinus Denis, 1958

## Heser
Heser Tuneva, 2005
- Heser aradensis (Levy, 1998)
- Heser infumatus (O. P.-Cambridge, 1872)
- Heser malefactor Tuneva, 2005
- Heser vijayanagara Bosselaers, 2010

## Hitobia
Hitobia Kamura, 1992
- Hitobia asiatica (Bösenberg & Strand, 1906)
- Hitobia cancellata Yin et al., 1996
- Hitobia chayuensis Song, Zhu & Zhang, 2004
- Hitobia menglong Song, Zhu & Zhang, 2004
- Hitobia monsta Yin et al., 1996
- Hitobia taiwanica Zhang, Zhu & Tso, 2009
- Hitobia tenuicincta (Simon, 1909)
- Hitobia unifascigera (Bösenberg & Strand, 1906)
- Hitobia yaginumai Deeleman-Reinhold, 2001
- Hitobia yasunosukei Kamura, 1992
- Hitobia yunnan Song, Zhu & Zhang, 2004

## Homoeothele
Homoeothele Simon, 1908
- Homoeothele micans Simon, 1908

## Hongkongia
Hongkongia Song & Zhu, 1998
- Hongkongia caeca Deeleman-Reinhold, 2001
- Hongkongia reptrix Deeleman-Reinhold, 2001
- Hongkongia songi Zhang, Zhu & Tso, 2009
- Hongkongia wuae Song & Zhu, 1998

## Hypodrassodes
Hypodrassodes Dalmas, 1919
- Hypodrassodes apicus Forster, 1979
- Hypodrassodes asbolodes (Rainbow & Pulleine, 1920)
- Hypodrassodes canacus Berland, 1924
- Hypodrassodes cockerelli Berland, 1932
- Hypodrassodes courti Forster, 1979
- Hypodrassodes crassus Forster, 1979
- Hypodrassodes dalmasi Forster, 1979
- Hypodrassodes ignambensis Berland, 1924
- Hypodrassodes insulanus Forster, 1979
- Hypodrassodes isopus Forster, 1979
- Hypodrassodes maoricus (Dalmas, 1917)

## Ibala
Ibala Fitzpatrick, 2009
- Ibala arcus (Tucker, 1923)
- Ibala bilinearis (Tucker, 1923)
- Ibala bulawayensis (Tucker, 1923)
- Ibala declani Fitzpatrick, 2009
- Ibala gonono Fitzpatrick, 2009
- Ibala hessei (Lawrence, 1928)
- Ibala isikela Fitzpatrick, 2009
- Ibala kaokoensis (Lawrence, 1928)
- Ibala kevini Fitzpatrick, 2009
- Ibala kylae Fitzpatrick, 2009
- Ibala lapidaria (Lawrence, 1928)
- Ibala mabalauta Fitzpatrick, 2009
- Ibala minshullae Fitzpatrick, 2009
- Ibala okorosave Fitzpatrick, 2009
- Ibala omuramba (Lawrence, 1927)
- Ibala quadrativulva (Lawrence, 1927)
- Ibala robinsoni Fitzpatrick, 2009

## Intruda
Intruda Forster, 1979
- Intruda signata (Hogg, 1900)

## Kaitawa
Kaitawa Forster, 1979
- Kaitawa insulare (Marples, 1956)

## Kishidaia
Kishidaia Yaginuma, 1960
- Kishidaia albimaculata (Saito, 1934)
- Kishidaia conspicua (L. Koch, 1866)
  - Kishidaia conspicua concolor (Caporiacco, 1951)
- Kishidaia coreana (Paik, 1992)
- Kishidaia xinping Song, Zhu & Zhang, 2004

## Ladissa
Ladissa Simon, 1907
- Ladissa africana Simon, 1907
- Ladissa inda (Simon, 1897)
- Ladissa latecingulata Simon, 1907
- Ladissa semirufa Simon, 1907

## Laronius
Laronius Platnick & Deeleman-Reinhold, 2001
- Laronius erewan Platnick & Deeleman-Reinhold, 2001

## Latonigena
Latonigena Simon, 1893
- Latonigena africanus Tucker, 1923
- Latonigena auricomus Simon, 1893

## Leptodrassex
Leptodrassex Murphy, 2007
- Leptodrassex algericus (Dalmas, 1919)
- Leptodrassex hylaestomachi (Berland, 1934)
- Leptodrassex memorialis (Spassky, 1940)
- Leptodrassex simoni Dalmas, 1919

## Leptodrassus
Leptodrassus Simon, 1878
- Leptodrassus albidus Simon, 1914
- Leptodrassus bergensis Tucker, 1923
- Leptodrassus croaticus Dalmas, 1919
- Leptodrassus diomedeus Caporiacco, 1951
- Leptodrassus femineus (Simon, 1873)
- Leptodrassus fragilis Dalmas, 1919
- Leptodrassus licentiosus Dalmas, 1919
- Leptodrassus punicus Dalmas, 1919
- Leptodrassus strandi Caporiacco, 1947
- Leptodrassus tropicus Dalmas, 1919

## Leptopilos
Leptopilos Levy, 2009
- Leptopilos hadjissaranti (Chatzaki, 2002)
- Leptopilos lakhish Levy, 2009
- Leptopilos levantinus Levy, 2009
- Leptopilos manolisi (Chatzaki, 2002)
- Leptopilos pupa (Dalmas, 1919)
- Leptopilos tenerrimus (O. P.-Cambridge, 1872)

## Litopyllus
Litopyllus Chamberlin, 1922
- Litopyllus cubanus (Bryant, 1940)
- Litopyllus realisticus (Chamberlin, 1924)
- Litopyllus temporarius Chamberlin, 1922

## Macarophaeus
Macarophaeus Wunderlich, 2011
- Macarophaeus cultior (Kulczyński, 1899)
- Macarophaeus insignis Wunderlich, 2011
- Macarophaeus subulum Wunderlich, 2011
- Macarophaeus varius (Simon, 1893)

## Matua
Matua Forster, 1979
- Matua festiva Forster, 1979
- Matua valida Forster, 1979

## Megamyrmaekion
Megamyrmaekion Reuss, 1834
- Megamyrmaekion algericum Simon, 1885
- Megamyrmaekion ashae Tikader & Gajbe, 1977
- Megamyrmaekion austrinum Simon, 1908
- Megamyrmaekion caudatum Reuss, 1834
- Megamyrmaekion hula Levy, 2009
- Megamyrmaekion jodhpurense Gajbe, 1993
- Megamyrmaekion kajalae Biswas & Biswas, 1992
- Megamyrmaekion magshimim Levy, 2009
- Megamyrmaekion nairobii Berland, 1920
- Megamyrmaekion schreineri Tucker, 1923
- Megamyrmaekion transvaalense Tucker, 1923
- Megamyrmaekion velox Simon, 1887
- Megamyrmaekion vulpinum (O. P.-Cambridge, 1874)

## Micaria
Micaria Westring, 1851
- Micaria aborigenica Mikhailov, 1988
- Micaria aciculata Simon, 1895
- Micaria aenea Thorell, 1871
- Micaria albofasciata Hu, 2001
- Micaria albovittata (Lucas, 1846)
- Micaria alpina L. Koch, 1872
- Micaria alxa Tang et al., 1997
- Micaria beaufortia (Tucker, 1923)
- Micaria belezma Bosmans, 2000
- Micaria blicki Kovblyuk & Nadolny, 2008
- Micaria bonneti Schenkel, 1963
- Micaria bosmansi Kovblyuk & Nadolny, 2008
- Micaria braendegaardi Denis, 1958
- Micaria brignolii (Bosmans & Blick, 2000)
- Micaria browni Barnes, 1953
- Micaria camargo Platnick & Shadab, 1988
- Micaria capistrano Platnick & Shadab, 1988
- Micaria charitonovi Mikhailov & Ponomarev, 2008
- Micaria chrysis (Simon, 1910)
- Micaria cimarron Platnick & Shadab, 1988
- Micaria coarctata (Lucas, 1846)
- Micaria coloradensis Banks, 1896
- Micaria connexa O. P.-Cambridge, 1885
- Micaria constricta Emerton, 1894
- Micaria corvina Simon, 1878
- Micaria croesia L. Koch, 1873
- Micaria cyrnea Brignoli, 1983
- Micaria delicatula Bryant, 1941
- Micaria deserticola Gertsch, 1933
- Micaria dives (Lucas, 1846)
  - Micaria dives concolor (Caporiacco, 1935)
- Micaria donensis Ponomarev & Tsvetkov, 2006
- Micaria elizabethae Gertsch, 1942
- Micaria emertoni Gertsch, 1935
- Micaria faltana Bhattacharya, 1935
- Micaria formicaria (Sundevall, 1831)
- Micaria foxi Gertsch, 1933
- Micaria fulgens (Walckenaer, 1802)
- Micaria funerea Simon, 1878
- Micaria galilaea Levy, 2009
- Micaria gertschi Barrows & Ivie, 1942
- Micaria gomerae Strand, 1911
- Micaria gosiuta Gertsch, 1942
- Micaria gulliae Tuneva & Esyunin, 2003
- Micaria guttigera Simon, 1878
- Micaria guttulata (C. L. Koch, 1839)
- Micaria icenoglei Platnick & Shadab, 1988
- Micaria idana Platnick & Shadab, 1988
- Micaria ignea (O. P.-Cambridge, 1872)
- Micaria imperiosa Gertsch, 1935
- Micaria inornata L. Koch, 1873
- Micaria japonica Hayashi, 1985
- Micaria jeanae Gertsch, 1942
- Micaria jinlin Song, Zhu & Zhang, 2004
- Micaria koeni (Bosmans, 2000)
- Micaria kopetdaghensis Mikhailov, 1986
- Micaria langtry Platnick & Shadab, 1988
- Micaria lassena Platnick & Shadab, 1988
- Micaria laticeps Emerton, 1909
- Micaria lenzi Bösenberg, 1899
- Micaria lindbergi Roewer, 1962
- Micaria logunovi Zhang, Song & Zhu, 2001
- Micaria longipes Emerton, 1890
- Micaria longispina Emerton, 1911
- Micaria marusiki Zhang, Song & Zhu, 2001
- Micaria medica Platnick & Shadab, 1988
- Micaria mexicana Platnick & Shadab, 1988
- Micaria mongunica Danilov, 1997
- Micaria mormon Gertsch, 1935
- Micaria nanella Gertsch, 1935
- Micaria nivosa L. Koch, 1866
- Micaria nye Platnick & Shadab, 1988
- Micaria otero Platnick & Shadab, 1988
- Micaria pallens Denis, 1958
- Micaria pallida O. P.-Cambridge, 1885
- Micaria palliditarsa Banks, 1896
- Micaria pallipes (Lucas, 1846)
- Micaria palma Platnick & Shadab, 1988
- Micaria palmgreni Wunderlich, 1979
- Micaria paralbofasciata Song, Zhu & Zhang, 2004
- Micaria pasadena Platnick & Shadab, 1988
- Micaria porta Platnick & Shadab, 1988
- Micaria pulcherrima Caporiacco, 1935
  - Micaria pulcherrima flava Caporiacco, 1935
- Micaria pulicaria (Sundevall, 1831)
- Micaria punctata Banks, 1896
- Micaria riggsi Gertsch, 1942
- Micaria rossica Thorell, 1875
- Micaria seminola Gertsch, 1942
- Micaria seymuria Tuneva, 2005
- Micaria silesiaca L. Koch, 1875
- Micaria siniloana Barrion & Litsinger, 1995
- Micaria sociabilis Kulczyński, 1897
- Micaria subopaca Westring, 1861
- Micaria tarabaevi Mikhailov, 1988
- Micaria tersissima Simon, 1910
- Micaria triangulosa Gertsch, 1935
- Micaria triguttata Simon, 1884
- Micaria tripunctata Holm, 1978
- Micaria tuvensis Danilov, 1993
- Micaria utahna Gertsch, 1933
- Micaria vinnula Gertsch & Davis, 1936
- Micaria violens Oliger, 1983
- Micaria xiningensis Hu, 2001
- Micaria yeniseica Marusik & Koponen, 2002
- Micaria yushuensis Hu, 2001

## Microdrassus
Microdrassus Dalmas, 1919
- Microdrassus inaudax (Simon, 1898)

## Microsa
Microsa Platnick & Shadab, 1977
- Microsa chickeringi Platnick & Shadab, 1977
- Microsa cubitas Alayón & Platnick, 1993
- Microsa gertschi Platnick, 1978

## Micythus
Micythus Thorell, 1897
- Micythus anopsis Deeleman-Reinhold, 2001
- Micythus pictus Thorell, 1897
- Micythus rangunensis (Thorell, 1895)

## Minosia
Minosia Dalmas, 1921
- Minosia assimilis Caporiacco, 1941
- Minosia berlandi Lessert, 1929
- Minosia bicalcarata (Simon, 1882)
- Minosia clypeolaria (Simon, 1907)
- Minosia eburneensis Jézéquel, 1965
- Minosia irrugata (Simon, 1907)
- Minosia karakumensis (Spassky, 1939)
- Minosia lynx (Simon, 1886)
- Minosia pharao Dalmas, 1921
  - Minosia pharao occidentalis Dalmas, 1921
- Minosia santschii Dalmas, 1921
- Minosia senegaliensis Dalmas, 1921
- Minosia simeonica Levy, 1995
- Minosia spinosissima (Simon, 1878)

## Minosiella
Minosiella Dalmas, 1921
- Minosiella intermedia Denis, 1958
- Minosiella mediocris Dalmas, 1921
- Minosiella pallida (L. Koch, 1875)
- Minosiella perimensis Dalmas, 1921
- Minosiella pharia Dalmas, 1921
- Minosiella spinigera (Simon, 1882)

## Nauhea
Nauhea Forster, 1979
- Nauhea tapa Forster, 1979

## Nodocion
Nodocion Chamberlin, 1922
- Nodocion eclecticus Chamberlin, 1924
- Nodocion floridanus (Banks, 1896)
- Nodocion mateonus Chamberlin, 1922
- Nodocion rufithoracicus Worley, 1928
- Nodocion solanensis Tikader & Gajbe, 1977
- Nodocion tikaderi (Gajbe, 1993)
- Nodocion utus (Chamberlin, 1936)
- Nodocion voluntarius (Chamberlin, 1919)

## Nomisia
Nomisia Dalmas, 1921
- Nomisia aussereri (L. Koch, 1872)
- Nomisia australis Dalmas, 1921
- Nomisia castanea Dalmas, 1921
- Nomisia celerrima (Simon, 1914)
- Nomisia chordivulvata (Strand, 1906)
- Nomisia conigera (Spassky, 1941)
- Nomisia dalmasi Lessert, 1929
- Nomisia excerpta (O. P.-Cambridge, 1872)
- Nomisia exornata (C. L. Koch, 1839)
- Nomisia fagei Dalmas, 1921
- Nomisia flavimana Denis, 1937
- Nomisia fortis Dalmas, 1921
- Nomisia frenata (Purcell, 1908)
- Nomisia gomerensis Wunderlich, 2011
- Nomisia graciliembolus Wunderlich, 2011
- Nomisia harpax (O. P.-Cambridge, 1874)
- Nomisia kabuliana Roewer, 1961
- Nomisia levyi Chatzaki, 2010
- Nomisia molendinaria (L. Koch, 1866)
- Nomisia monardi Lessert, 1933
- Nomisia montenegrina Giltay, 1932
- Nomisia musiva (Simon, 1889)
- Nomisia negebensis Levy, 1995
- Nomisia notia Dalmas, 1921
- Nomisia orientalis Dalmas, 1921
- Nomisia palaestina (O. P.-Cambridge, 1872)
- Nomisia peloponnesiaca Chatzaki, 2010
- Nomisia perpusilla Dalmas, 1921
- Nomisia poecilipes Caporiacco, 1939
- Nomisia punctata (Kulczyński, 1901)
- Nomisia recepta (Pavesi, 1880)
- Nomisia ripariensis (O. P.-Cambridge, 1872)
- Nomisia satulla (Simon, 1909)
- Nomisia scioana (Pavesi, 1883)
- Nomisia simplex (Kulczyński, 1901)
- Nomisia tingitana Dalmas, 1921
- Nomisia transvaalica Dalmas, 1921
- Nomisia tubula (Tucker, 1923)
- Nomisia uncinata Jézéquel, 1965
- Nomisia varia (Tucker, 1923)

## Notiodrassus
Notiodrassus Bryant, 1935
- Notiodrassus distinctus Bryant, 1935
- Notiodrassus fiordensis Forster, 1979

## Odontodrassus
Odontodrassus Jézéquel, 1965
- Odontodrassus aphanes (Thorell, 1897)
- Odontodrassus aravaensis Levy, 1999
- Odontodrassus bicolor Jézéquel, 1965
- Odontodrassus hondoensis (Saito, 1939)
- Odontodrassus mundulus (O. P.-Cambridge, 1872)
- Odontodrassus muralis Deeleman-Reinhold, 2001
- Odontodrassus nigritibialis Jézéquel, 1965
- Odontodrassus yunnanensis (Schenkel, 1963)

## Orodrassus
Orodrassus Chamberlin, 1922
- Orodrassus assimilis (Banks, 1895)
- Orodrassus canadensis Platnick & Shadab, 1975
- Orodrassus coloradensis (Emerton, 1877)

## Parabonna
Parabonna Mello-Leitão, 1947
- Parabonna goffergei Mello-Leitão, 1947

## Parasyrisca
Parasyrisca Schenkel, 1963
- Parasyrisca alai Ovtsharenko, Platnick & Marusik, 1995
- Parasyrisca alexeevi Ovtsharenko, Platnick & Marusik, 1995
- Parasyrisca altaica Ovtsharenko, Platnick & Marusik, 1995
- Parasyrisca andarbag Ovtsharenko, Platnick & Marusik, 1995
- Parasyrisca andreevae Ovtsharenko, Platnick & Marusik, 1995
- Parasyrisca anzobica Ovtsharenko, Platnick & Marusik, 1995
- Parasyrisca arrabonica Szinetár & Eichardt, 2009
- Parasyrisca asiatica Ovtsharenko, Platnick & Marusik, 1995
- Parasyrisca balcarica Ovtsharenko, Platnick & Marusik, 1995
- Parasyrisca belengish Ovtsharenko, Platnick & Marusik, 1995
- Parasyrisca belukha Ovtsharenko, Platnick & Marusik, 1995
- Parasyrisca birikchul Ovtsharenko, Platnick & Marusik, 1995
- Parasyrisca breviceps (Kroneberg, 1875)
- Parasyrisca bucklei Marusik & Fomichev, 2010
- Parasyrisca caucasica Ovtsharenko, Platnick & Marusik, 1995
- Parasyrisca chikatunovi Ovtsharenko, Platnick & Marusik, 1995
- Parasyrisca gissarika Ovtsharenko, Platnick & Marusik, 1995
- Parasyrisca guzeripli Ovtsharenko, Platnick & Marusik, 1995
- Parasyrisca heimeri Ovtsharenko, Platnick & Marusik, 1995
- Parasyrisca helanshan Tang & Zhao, 1998
- Parasyrisca hippai Ovtsharenko, Platnick & Marusik, 1995
- Parasyrisca holmi Ovtsharenko, Platnick & Marusik, 1995
- Parasyrisca iskander Ovtsharenko, Platnick & Marusik, 1995
- Parasyrisca khubsugul Ovtsharenko, Platnick & Marusik, 1995
- Parasyrisca koksu Ovtsharenko, Platnick & Marusik, 1995
- Parasyrisca kurgan Ovtsharenko, Platnick & Marusik, 1995
- Parasyrisca kyzylart Ovtsharenko, Platnick & Marusik, 1995
- Parasyrisca logunovi Ovtsharenko, Platnick & Marusik, 1995
- Parasyrisca marusiki Kovblyuk, 2003
- Parasyrisca mikhailovi Ovtsharenko, Platnick & Marusik, 1995
- Parasyrisca narynica Ovtsharenko, Platnick & Marusik, 1995
- Parasyrisca orites (Chamberlin & Gertsch, 1940)
- Parasyrisca otmek Ovtsharenko, Platnick & Marusik, 1995
- Parasyrisca paironica Ovtsharenko, Platnick & Marusik, 1995
- Parasyrisca pamirica Ovtsharenko, Platnick & Marusik, 1995
- Parasyrisca potanini Schenkel, 1963
- Parasyrisca pshartica Ovtsharenko, Platnick & Marusik, 1995
- Parasyrisca schenkeli Ovtsharenko & Marusik, 1988
- Parasyrisca shakhristanica Ovtsharenko, Platnick & Marusik, 1995
- Parasyrisca sollers (Simon, 1895)
- Parasyrisca songi Marusik & Fritzén, 2009
- Parasyrisca susamyr Ovtsharenko, Platnick & Marusik, 1995
- Parasyrisca terskei Ovtsharenko, Platnick & Marusik, 1995
- Parasyrisca turkenica Ovtsharenko, Platnick & Marusik, 1995
- Parasyrisca tyshchenkoi Ovtsharenko, Platnick & Marusik, 1995
- Parasyrisca ulykpani Ovtsharenko, Platnick & Marusik, 1995
- Parasyrisca vakhanski Ovtsharenko, Platnick & Marusik, 1995
- Parasyrisca vinosa (Simon, 1878)
- Parasyrisca vorobica Ovtsharenko, Platnick & Marusik, 1995

## Phaeocedus
Phaeocedus Simon, 1893
- Phaeocedus braccatus (L. Koch, 1866)
  - Phaeocedus braccatus jugorum Simon, 1914
- Phaeocedus fedotovi Charitonov, 1946
- Phaeocedus haribhaiius Patel & Patel, 1975
- Phaeocedus hebraeus Levy, 1999
- Phaeocedus mikha Levy, 2009
- Phaeocedus mosambaensis Tikader, 1964
- Phaeocedus nicobarensis Tikader, 1977
- Phaeocedus parvus O. P.-Cambridge, 1905
- Phaeocedus poonaensis Tikader, 1982

## Poecilochroa
Poecilochroa Westring, 1874
- Poecilochroa albomaculata (Lucas, 1846)
- Poecilochroa alcala Barrion & Litsinger, 1995
- Poecilochroa anomala (Hewitt, 1915)
- Poecilochroa antineae Fage, 1929
- Poecilochroa barmani Tikader, 1982
- Poecilochroa behni Thorell, 1891
- Poecilochroa bifasciata Banks, 1902
- Poecilochroa capensis Strand, 1909
- Poecilochroa carinata Caporiacco, 1947
- Poecilochroa dayamibrookiana Barrion & Litsinger, 1995
- Poecilochroa devendrai Gajbe & Rane, 1985
- Poecilochroa faradjensis Lessert, 1929
- Poecilochroa furcata Simon, 1914
- Poecilochroa golan Levy, 1999
- Poecilochroa haplostyla Simon, 1907
- Poecilochroa hungarica Kolosváry, 1934
- Poecilochroa incompta (Pavesi, 1880)
- Poecilochroa insularis Kulczyński, 1911
- Poecilochroa involuta Tucker, 1923
- Poecilochroa joreungensis Paik, 1992
- Poecilochroa latefasciata Simon, 1893
- Poecilochroa loricata Kritscher, 1996
- Poecilochroa malagassa Strand, 1907
- Poecilochroa parangunifasciata Barrion & Litsinger, 1995
- Poecilochroa patricia (Simon, 1878)
- Poecilochroa pauciaculeis Caporiacco, 1947
- Poecilochroa perversa Simon, 1914
- Poecilochroa phyllobia (Thorell, 1871)
- Poecilochroa pugnax (O. P.-Cambridge, 1874)
- Poecilochroa rollini Berland, 1933
- Poecilochroa sedula (Simon, 1897)
- Poecilochroa senilis (O. P.-Cambridge, 1872)
  - Poecilochroa senilis auspex (Simon, 1878)
- Poecilochroa taborensis Levy, 1999
- Poecilochroa taeguensis Paik, 1992
- Poecilochroa tescorum Simon, 1914
- Poecilochroa tikaderi Patel, 1989
- Poecilochroa trifasciata Mello-Leitão, 1918
- Poecilochroa variana (C. L. Koch, 1839)
- Poecilochroa viduata (Pavesi, 1883)
- Poecilochroa vittata Kulczyński, 1911

## Pseudodrassus
Pseudodrassus Caporiacco, 1935
- Pseudodrassus pichoni Schenkel, 1963
- Pseudodrassus quadridentatus (Caporiacco, 1928)
- Pseudodrassus ricasolii Caporiacco, 1935
- Pseudodrassus scorteccii Caporiacco, 1936

## Pterotricha
Pterotricha Kulczyński, 1903
- Pterotricha aethiopica (L. Koch, 1875)
- Pterotricha algerica Dalmas, 1921
- Pterotricha arcifera (Simon, 1882)
- Pterotricha argentosa Charitonov, 1946
- Pterotricha auris (Tucker, 1923)
- Pterotricha cambridgei (L. Koch, 1872)
- Pterotricha chazaliae (Simon, 1895)
- Pterotricha conspersa (O. P.-Cambridge, 1872)
- Pterotricha dalmasi Fage, 1929
- Pterotricha djibutensis Dalmas, 1921
- Pterotricha egens Denis, 1966
- Pterotricha engediensis Levy, 1995
- Pterotricha insolita Dalmas, 1921
- Pterotricha kochi (O. P.-Cambridge, 1872)
- Pterotricha lentiginosa (C. L. Koch, 1837)
- Pterotricha lesserti Dalmas, 1921
- Pterotricha levantina Levy, 1995
- Pterotricha linnaei (Audouin, 1826)
- Pterotricha loeffleri (Roewer, 1955)
- Pterotricha lutata (O. P.-Cambridge, 1872)
- Pterotricha marginalis (Tucker, 1923)
- Pterotricha mauritanica Denis, 1945
- Pterotricha nomas (Thorell, 1875)
- Pterotricha parasyriaca Levy, 1995
- Pterotricha paupercula Denis, 1966
- Pterotricha pavlovskyi Spassky, 1952
- Pterotricha procera (O. P.-Cambridge, 1874)
- Pterotricha punctifera Dalmas, 1921
- Pterotricha quagga (Pavesi, 1884)
- Pterotricha saga (Dönitz & Strand, 1906)
- Pterotricha schaefferi (Audouin, 1826)
- Pterotricha shnitnikovi Spassky, 1934
- Pterotricha simoni Dalmas, 1921
- Pterotricha sinoniae Caporiacco, 1953
- Pterotricha somaliensis Dalmas, 1921
- Pterotricha strandi Spassky, 1936
- Pterotricha syriaca Dalmas, 1921
- Pterotricha tikaderi Gajbe, 1983
- Pterotricha vicina Dalmas, 1921

## Pterotrichina
Pterotrichina Dalmas, 1921
- Pterotrichina elegans Dalmas, 1921
- Pterotrichina nova Caporiacco, 1934

## Sanitubius
Sanitubius Kamura, 2001
- Sanitubius anatolicus (Kamura, 1989)

## Scopoides
Scopoides Platnick, 1989
- Scopoides asceticus (Chamberlin, 1924)
- Scopoides bryantae (Platnick & Shadab, 1976)
- Scopoides cambridgei (Gertsch & Davis, 1940)
- Scopoides catharius (Chamberlin, 1922)
- Scopoides gertschi (Platnick, 1978)
- Scopoides gyirongensis Hu, 2001
- Scopoides kastoni (Platnick & Shadab, 1976)
- Scopoides kuljitae (Tikader, 1982)
- Scopoides maitraiae (Tikader & Gajbe, 1977)
- Scopoides naturalisticus (Chamberlin, 1924)
- Scopoides nesiotes (Chamberlin, 1924)
- Scopoides ochraceus (F. O. P.-Cambridge, 1899)
- Scopoides pritiae (Tikader, 1982)
- Scopoides rostratus (Platnick & Shadab, 1976)
- Scopoides santiago (Platnick & Shadab, 1976)
- Scopoides tikaderi (Gajbe, 1987)
- Scopoides tlacolula (Platnick & Shadab, 1976)
- Scopoides xizangensis Hu, 2001

## Scotocesonia
Scotocesonia Caporiacco, 1947
- Scotocesonia demerarae Caporiacco, 1947

## Scotognapha
Scotognapha Dalmas, 1920
- Scotognapha arcuata Wunderlich, 2011
- Scotognapha atomaria Dalmas, 1920
- Scotognapha brunnea Schmidt, 1980
- Scotognapha canaricola (Strand, 1911)
- Scotognapha convexa (Simon, 1883)
- Scotognapha costacalma Platnick, Ovtsharenko & Murphy, 2001
- Scotognapha galletas Platnick, Ovtsharenko & Murphy, 2001
- Scotognapha haria Platnick, Ovtsharenko & Murphy, 2001
- Scotognapha juangrandica Platnick, Ovtsharenko & Murphy, 2001
- Scotognapha medano Platnick, Ovtsharenko & Murphy, 2001
- Scotognapha paivai (Blackwall, 1864)
- Scotognapha taganana Platnick, Ovtsharenko & Murphy, 2001
- Scotognapha teideensis (Wunderlich, 1992)
- Scotognapha wunderlichi Platnick, Ovtsharenko & Murphy, 2001

## Scotophaeus
Scotophaeus Simon, 1893
- Scotophaeus aculeatus Simon, 1914
- Scotophaeus affinis Caporiacco, 1949
- Scotophaeus afghanicus Roewer, 1961
- Scotophaeus arboricola Jézéquel, 1965
- Scotophaeus bersebaensis Strand, 1915
- Scotophaeus bharatae Gajbe, 1989
- Scotophaeus bifidus Schmidt & Krause, 1994
- Scotophaeus blackwalli (Thorell, 1871)
  - Scotophaeus blackwalli isabellinus (Simon, 1873)
  - Scotophaeus blackwalli politus (Simon, 1878)
- Scotophaeus brolemanni Simon, 1914
- Scotophaeus cecileae Barrion & Litsinger, 1995
- Scotophaeus correntinus Mello-Leitão, 1945
- Scotophaeus crinitus Jézéquel, 1965
- Scotophaeus dispulsus (O. P.-Cambridge, 1885)
- Scotophaeus domesticus Tikader, 1962
- Scotophaeus fabrisae Caporiacco, 1950
- Scotophaeus faisalabadiensis Ghafoor & Beg, 2002
- Scotophaeus gridellii Caporiacco, 1928
- Scotophaeus hierro Schmidt, 1977
- Scotophaeus hunan Zhang, Song & Zhu, 2003
- Scotophaeus insularis Berland, 1936
- Scotophaeus invisus (O. P.-Cambridge, 1885)
- Scotophaeus jacksoni Berland, 1936
- Scotophaeus jinlin Song, Zhu & Zhang, 2004
- Scotophaeus kalimpongensis Gajbe, 1992
- Scotophaeus lamperti Strand, 1906
- Scotophaeus lindbergi Roewer, 1961
- Scotophaeus madalasae Tikader & Gajbe, 1977
- Scotophaeus marleyi Tucker, 1923
- Scotophaeus mauckneri Schmidt, 1956
- Scotophaeus merkaricola Strand, 1907
- Scotophaeus meruensis Tullgren, 1910
- Scotophaeus microdon Caporiacco, 1933
- Scotophaeus musculus (Simon, 1878)
- Scotophaeus nanoides Wunderlich, 2011
- Scotophaeus nanus Wunderlich, 1995
- Scotophaeus natalensis Lawrence, 1938
- Scotophaeus nigrosegmentatus (Simon, 1895)
- Scotophaeus nossibeensis Strand, 1907
- Scotophaeus nyrensis Simon, 1909
- Scotophaeus parvioculis Strand, 1906
- Scotophaeus peninsularis Roewer, 1928
- Scotophaeus poonaensis Tikader, 1982
- Scotophaeus pretiosus (L. Koch, 1873)
- Scotophaeus purcelli Tucker, 1923
- Scotophaeus quadripunctatus (Linnaeus, 1758)
- Scotophaeus rajasthanus Tikader, 1966
- Scotophaeus rebellatus (Simon, 1880)
- Scotophaeus regularis Tullgren, 1910
- Scotophaeus relegatus Purcell, 1907
- Scotophaeus retusus (Simon, 1878)
- Scotophaeus rufescens (Kroneberg, 1875)
- Scotophaeus schenkeli Caporiacco, 1949
- Scotophaeus scutulatus (L. Koch, 1866)
- Scotophaeus semitectus (Simon, 1886)
- Scotophaeus simlaensis Tikader, 1982
- Scotophaeus strandi Caporiacco, 1940
- Scotophaeus tubicola Schmidt, 1990
- Scotophaeus typhlus Schmidt & Piepho, 1994
- Scotophaeus validus (Lucas, 1846)
- Scotophaeus westringi Simon, 1914
- Scotophaeus xizang Zhang, Song & Zhu, 2003

## Sergiolus
Sergiolus Simon, 1891
- Sergiolus angustus (Banks, 1904)
- Sergiolus bicolor Banks, 1900
- Sergiolus capulatus (Walckenaer, 1837)
- Sergiolus columbianus (Emerton, 1917)
- Sergiolus cyaneiventris Simon, 1893
- Sergiolus decoratus Kaston, 1945
- Sergiolus gertschi Platnick & Shadab, 1981
- Sergiolus guadalupensis Platnick & Shadab, 1981
- Sergiolus hosiziro (Yaginuma, 1960)
- Sergiolus iviei Platnick & Shadab, 1981
- Sergiolus kastoni Platnick & Shadab, 1981
- Sergiolus khodiarae Patel, 1988
- Sergiolus lamhetaghatensis Gajbe & Gajbe, 1999
- Sergiolus lowelli Chamberlin & Woodbury, 1929
- Sergiolus magnus (Bryant, 1948)
- Sergiolus mainlingensis Hu, 2001
- Sergiolus meghalayensis Tikader & Gajbe, 1976
- Sergiolus minutus (Banks, 1898)
- Sergiolus montanus (Emerton, 1890)
- Sergiolus ocellatus (Walckenaer, 1837)
- Sergiolus poonaensis Tikader & Gajbe, 1976
- Sergiolus singhi Tikader & Gajbe, 1976
- Sergiolus songi Xu, 1991
- Sergiolus stella Chamberlin, 1922
- Sergiolus tennesseensis Chamberlin, 1922
- Sergiolus unimaculatus Emerton, 1915

## Sernokorba
Sernokorba Kamura, 1992
- Sernokorba fanjing Song, Zhu & Zhang, 2004
- Sernokorba pallidipatellis (Bösenberg & Strand, 1906)

## Setaphis
Setaphis Simon, 1893
- Setaphis algerica (Dalmas, 1922)
- Setaphis atlantica (Berland, 1936)
- Setaphis browni (Tucker, 1923)
- Setaphis canariensis (Simon, 1883)
- Setaphis carmeli (O. P.-Cambridge, 1872)
- Setaphis fuscipes (Simon, 1885)
- Setaphis gomerae (Schmidt, 1981)
- Setaphis jocquei Platnick & Murphy, 1996
- Setaphis makalali FitzPatrick, 2005
- Setaphis mediterranea Levy, 2009
- Setaphis mollis (O. P.-Cambridge, 1874)
- Setaphis murphyi Wunderlich, 2011
- Setaphis parvula (Lucas, 1846)
- Setaphis salrei Schmidt, 1999
- Setaphis sexmaculata Simon, 1893
- Setaphis simplex (Simon, 1885)
- Setaphis spiribulbis (Denis, 1952)
- Setaphis subtilis (Simon, 1897)
- Setaphis villiersi (Denis, 1955)
- Setaphis walteri Platnick & Murphy, 1996
- Setaphis wunderlichi Platnick & Murphy, 1996

## Shiragaia
Shiragaia Paik, 1992
- Shiragaia taeguensis Paik, 1992

## Sidydrassus
Sidydrassus Esyunin & Tuneva, 2002
- Sidydrassus rogue Tuneva, 2005
- Sidydrassus shumakovi (Spassky, 1934)
- Sidydrassus tianschanicus (Hu & Wu, 1989)

## Smionia
Smionia Dalmas, 1920
- Smionia capensis Dalmas, 1920
- Smionia lineatipes (Purcell, 1908)

## Sosticus
Sosticus Chamberlin, 1922
- Sosticus californicus Platnick & Shadab, 1976
- Sosticus dherikanalensis Gajbe, 1979
- Sosticus insularis (Banks, 1895)
- Sosticus jabalpurensis Bhandari & Gajbe, 2001
- Sosticus loricatus (L. Koch, 1866)
- Sosticus nainitalensis Gajbe, 1979
- Sosticus pawani Gajbe, 1993
- Sosticus poonaensis Tikader, 1982
- Sosticus solanensis Gajbe, 1979
- Sosticus sundargarhensis Gajbe, 1979

## Symphanodes
Symphanodes Rainbow, 1916
- Symphanodes dianiphus Rainbow, 1916

## Synaphosus
Synaphosus Platnick & Shadab, 1980
- Synaphosus daweiensis Yin, Bao & Peng, 2002
- Synaphosus evertsi Ovtsharenko, Levy & Platnick, 1994
- Synaphosus femininis Deeleman-Reinhold, 2001
- Synaphosus gracillimus (O. P.-Cambridge, 1872)
- Synaphosus intricatus (Denis, 1947)
- Synaphosus kakamega Ovtsharenko, Levy & Platnick, 1994
- Synaphosus karakumensis Ovtsharenko, Levy & Platnick, 1994
- Synaphosus khashm Ovtsharenko, Levy & Platnick, 1994
- Synaphosus kris Deeleman-Reinhold, 2001
- Synaphosus makhambetensis Ponomarev, 2008
- Synaphosus minimus (Caporiacco, 1936)
- Synaphosus nanus (O. P.-Cambridge, 1872)
- Synaphosus neali Ovtsharenko, Levy & Platnick, 1994
- Synaphosus palearcticus Ovtsharenko, Levy & Platnick, 1994
- Synaphosus paludis (Chamberlin & Gertsch, 1940)
- Synaphosus raveni Deeleman-Reinhold, 2001
- Synaphosus sauvage Ovtsharenko, Levy & Platnick, 1994
- Synaphosus shirin Ovtsharenko, Levy & Platnick, 1994
- Synaphosus soyunovi Ovtsharenko, Levy & Platnick, 1994
- Synaphosus syntheticus (Chamberlin, 1924)
- Synaphosus taukum Ovtsharenko, Levy & Platnick, 1994
- Synaphosus trichopus (Roewer, 1928)
- Synaphosus turanicus Ovtsharenko, Levy & Platnick, 1994
- Synaphosus yatenga Ovtsharenko, Levy & Platnick, 1994

## Talanites
Talanites Simon, 1893
- Talanites atscharicus Mcheidze, 1946
- Talanites captiosus (Gertsch & Davis, 1936)
- Talanites cavernicola Thorell, 1897
- Talanites dunini Platnick & Ovtsharenko, 1991
- Talanites echinus (Chamberlin, 1922)
- Talanites exlineae (Platnick & Shadab, 1976)
- Talanites fagei Spassky, 1938
- Talanites fervidus Simon, 1893
- Talanites mikhailovi Platnick & Ovtsharenko, 1991
- Talanites moodyae Platnick & Ovtsharenko, 1991
- Talanites ornatus (O. P.-Cambridge, 1874)
- Talanites santschii Dalmas, 1918
- Talanites strandi Spassky, 1940
- Talanites tibialis Caporiacco, 1934
- Talanites ubicki Platnick & Ovtsharenko, 1991

## Talanitoides
Talanitoides Levy, 2009
- Talanitoides habesor Levy, 2009

## Titus
Titus O. P.-Cambridge, 1901
- Titus lugens O. P.-Cambridge, 1901

## Trachyzelotes
Trachyzelotes Lohmander, 1944
- Trachyzelotes adriaticus (Caporiacco, 1951)
- Trachyzelotes baiyuensis Xu, 1991
- Trachyzelotes barbatus (L. Koch, 1866)
- Trachyzelotes bardiae (Caporiacco, 1928)
- Trachyzelotes chybyndensis Tuneva & Esyunin, 2002
- Trachyzelotes cumensis (Ponomarev, 1979)
- Trachyzelotes fuscipes (L. Koch, 1866)
- Trachyzelotes glossus (Strand, 1915)
- Trachyzelotes holosericeus (Simon, 1878)
- Trachyzelotes huberti Platnick & Murphy, 1984
- Trachyzelotes jaxartensis (Kroneberg, 1875)
- Trachyzelotes kulczynskii (Bösenberg, 1902)
- Trachyzelotes lyonneti (Audouin, 1826)
- Trachyzelotes malkini Platnick & Murphy, 1984
- Trachyzelotes miniglossus Levy, 2009
- Trachyzelotes minutus Crespo, 2010
- Trachyzelotes mutabilis (Simon, 1878)
- Trachyzelotes pedestris (C. L. Koch, 1837)
- Trachyzelotes ravidus (L. Koch, 1875)
- Trachyzelotes stubbsi Platnick & Murphy, 1984

## Trephopoda
Trephopoda Tucker, 1923
- Trephopoda aplanita (Tucker, 1923)
- Trephopoda biamenta (Tucker, 1923)
- Trephopoda ctenipalpis (Lawrence, 1927)
- Trephopoda hanoveria Tucker, 1923
- Trephopoda kannemeyeri (Tucker, 1923)
- Trephopoda parvipalpa (Tucker, 1923)

## Trichothyse
Trichothyse Tucker, 1923
- Trichothyse fontensis Lawrence, 1928
- Trichothyse hortensis Tucker, 1923
- Trichothyse subtropica Lawrence, 1927

## Turkozelotes
Turkozelotes Kovblyuk & Seyyar, 2009
- Turkozelotes microb Kovblyuk & Seyyar, 2009

## Urozelotes
Urozelotes Mello-Leitão, 1938
- Urozelotes kabenge FitzPatrick, 2005
- Urozelotes mysticus Platnick & Murphy, 1984
- Urozelotes rusticus (L. Koch, 1872)
- Urozelotes trifidus Tuneva, 2003

## Vectius
Vectius Simon, 1897
- Vectius niger (Simon, 1880)

## Xenoplectus
Xenoplectus Schiapelli & Gerschman, 1958
- Xenoplectus armatus Schiapelli & Gerschman, 1958

## Xerophaeus
Xerophaeus Purcell, 1907
- Xerophaeus ahenus Purcell, 1908
- Xerophaeus anthropoides Hewitt, 1916
- Xerophaeus appendiculatus Purcell, 1907
- Xerophaeus aridus Purcell, 1907
- Xerophaeus aurariarum Purcell, 1907
- Xerophaeus bicavus Tucker, 1923
- Xerophaeus biplagiatus Tullgren, 1910
- Xerophaeus capensis Purcell, 1907
- Xerophaeus communis Purcell, 1907
- Xerophaeus coruscus (L. Koch, 1875)
  - Xerophaeus coruscus kibonotensis Tullgren, 1910
- Xerophaeus crusculus Tucker, 1923
- Xerophaeus crustosus Purcell, 1907
- Xerophaeus druryi Tucker, 1923
- Xerophaeus espoir Platnick, 1981
- Xerophaeus exiguus Purcell, 1907
- Xerophaeus flammeus Tucker, 1923
- Xerophaeus flavescens Purcell, 1907
- Xerophaeus hottentottus Purcell, 1908
- Xerophaeus kiwuensis Strand, 1913
- Xerophaeus lightfooti Purcell, 1907
- Xerophaeus longispinus Purcell, 1908
- Xerophaeus lunulifer Purcell, 1907
- Xerophaeus maritimus Lawrence, 1938
- Xerophaeus matroosbergensis Tucker, 1923
- Xerophaeus occiduus Tucker, 1923
- Xerophaeus oceanicus Schmidt & Jocqué, 1983
- Xerophaeus pallidus Tucker, 1923
- Xerophaeus patricki Purcell, 1907
- Xerophaeus perversus Purcell, 1923
- Xerophaeus phaseolus Tucker, 1923
- Xerophaeus robustus Lawrence, 1936
- Xerophaeus rostratus Purcell, 1907
- Xerophaeus ruandanus Strand, 1913
- Xerophaeus rubeus Tucker, 1923
- Xerophaeus silvaticus Tucker, 1923
- Xerophaeus spiralifer Purcell, 1907
- Xerophaeus spoliator Purcell, 1907
- Xerophaeus tenebrosus Tucker, 1923
- Xerophaeus thomasi (Caporiacco, 1949)
- Xerophaeus vickermani Tucker, 1923
- Xerophaeus zuluensis Lawrence, 1938

## Xizangia
Xizangia Song, Zhu & Zhang, 2004
- Xizangia linzhiensis (Hu, 2001)
- Xizangia rigaze Song, Zhu & Zhang, 2004

## Zelanda
Zelanda Özdikmen, 2009
- Zelanda elongata (Forster, 1979)
- Zelanda erebus (L. Koch, 1873)
- Zelanda kaituna (Forster, 1979)
- Zelanda miranda (Forster, 1979)
- Zelanda obtusa (Forster, 1979)
- Zelanda titirangia (Ovtsharenko, Fedoryak & Zakharov, 2006)

## Zelominor
Zelominor Snazell & Murphy, 1997
- Zelominor algarvensis Snazell & Murphy, 1997
- Zelominor algericus Snazell & Murphy, 1997
- Zelominor malagensis Snazell & Murphy, 1997

## Zelotes
Zelotes Gistel, 1848
- Zelotes acapulcoanus Gertsch & Davis, 1940
- Zelotes adderet Levy, 2009
- Zelotes aeneus (Simon, 1878)
- Zelotes aerosus Charitonov, 1946
- Zelotes aestus (Tucker, 1923)
- Zelotes aiken Platnick & Shadab, 1983
- Zelotes albanicus (Hewitt, 1915)
- Zelotes albomaculatus (O. P.-Cambridge, 1901)
- Zelotes alpujarraensis Senglet, 2011
- Zelotes altissimus Hu, 1989
- Zelotes anchoralis Denis, 1958
- Zelotes andreinii Reimoser, 1937
- Zelotes anglo Gertsch & Riechert, 1976
- Zelotes angolensis FitzPatrick, 2007
- Zelotes anthereus Chamberlin, 1936
- Zelotes apricorum (L. Koch, 1876)
- Zelotes argoliensis (C. L. Koch, 1839)
- Zelotes aridus (Purcell, 1907)
- Zelotes arnoldii Charitonov, 1946
- Zelotes ashae Tikader & Gajbe, 1976
- Zelotes asiaticus (Bösenberg & Strand, 1906)
- Zelotes atlanticus (Simon, 1909)
- Zelotes atrocaeruleus (Simon, 1878)
- Zelotes aurantiacus Miller, 1967
- Zelotes azsheganovae Esyunin & Efimik, 1992
- Zelotes babunaensis (Drensky, 1929)
- Zelotes baeticus Senglet, 2011
- Zelotes bajo Platnick & Shadab, 1983
- Zelotes baltistanus Caporiacco, 1934
- Zelotes baltoroi Caporiacco, 1934
- Zelotes bambari FitzPatrick, 2007
- Zelotes banana FitzPatrick, 2007
- Zelotes barbarus (Simon, 1885)
- Zelotes barkol Platnick & Song, 1986
- Zelotes bashaneus Levy, 1998
- Zelotes bassari FitzPatrick, 2007
- Zelotes bastardi (Simon, 1896)
- Zelotes beijianensis Hu & Wu, 1989
- Zelotes bernardi Marinaro, 1967
- Zelotes berytensis (Simon, 1884)
- Zelotes bharatae Gajbe, 2005
- Zelotes bicolor Hu & Wu, 1989
- Zelotes bifukaensis Kamura, 2000
- Zelotes bifurcutis Zhang, Zhu & Tso, 2009
- Zelotes bimaculatus (C. L. Koch, 1837)
- Zelotes birmanicus (Simon, 1884)
- Zelotes bokerensis Levy, 1998
- Zelotes boluensis Wunderlich, 2011
- Zelotes bonneti Marinaro, 1967
- Zelotes bozbalus Roewer, 1961
- Zelotes brennanorum FitzPatrick, 2007
- Zelotes broomi (Purcell, 1907)
- Zelotes butarensis FitzPatrick, 2007
- Zelotes butembo FitzPatrick, 2007
- Zelotes calactinus Di Franco, 1989
- Zelotes caldarius (Purcell, 1907)
- Zelotes callidus (Simon, 1878)
- Zelotes cantonensis Platnick & Song, 1986
- Zelotes capensis FitzPatrick, 2007
- Zelotes capiliae Barrion & Litsinger, 1995
- Zelotes caprearum (Pavesi, 1875)
- Zelotes caprivi FitzPatrick, 2007
- Zelotes capsula Tucker, 1923
- Zelotes caracasanus (Simon, 1893)
- Zelotes caspius Ponomarev & Tsvetkov, 2006
- Zelotes cassinensis FitzPatrick, 2007
- Zelotes catholicus Chamberlin, 1924
- Zelotes caucasius (L. Koch, 1866)
- Zelotes cayucos Platnick & Shadab, 1983
- Zelotes chandosiensis Tikader & Gajbe, 1976
- Zelotes chaniaensis Senglet, 2011
- Zelotes chinguli FitzPatrick, 2007
- Zelotes chotorus Roewer, 1961
- Zelotes choubeyi Tikader & Gajbe, 1979
- Zelotes cingarus (O. P.-Cambridge, 1874)
- Zelotes civicus (Simon, 1878)
- Zelotes clivicola (L. Koch, 1870)
- Zelotes coeruleus (Holmberg, 1876)
- Zelotes comparilis (Simon, 1886)
- Zelotes cordiger (L. Koch, 1875)
- Zelotes cordubensis Senglet, 2011
- Zelotes corrugatus (Purcell, 1907)
- Zelotes creticus (Kulczyński, 1903)
- Zelotes criniger Denis, 1937
- Zelotes cruz Platnick & Shadab, 1983
- Zelotes cyanescens Simon, 1914
- Zelotes daidalus Chatzaki, 2003
- Zelotes davidi (Simon, 1884)
  - Zelotes davidi Schenkel, 1963
- Zelotes denapes Platnick, 1993
- Zelotes dentatidens Simon, 1914
- Zelotes desioi Caporiacco, 1934
- Zelotes devotus Grimm, 1982
- Zelotes discens Chamberlin, 1922
- Zelotes distinctissimus Caporiacco, 1929
- Zelotes doddieburni FitzPatrick, 2007
- Zelotes donan Kamura, 1999
- Zelotes donnanae FitzPatrick, 2007
- Zelotes duplex Chamberlin, 1922
- Zelotes egregioides Senglet, 2011
- Zelotes egregius Simon, 1914
- Zelotes electus (C. L. Koch, 1839)
- Zelotes erebeus (Thorell, 1871)
- Zelotes eremus Levy, 1998
- Zelotes ernsti (Simon, 1893)
- Zelotes erythrocephalus (Lucas, 1846)
- Zelotes eskovi Zhang & Song, 2001
- Zelotes eugenei Kovblyuk, 2009
- Zelotes exiguoides Platnick & Shadab, 1983
- Zelotes exiguus (Müller & Schenkel, 1895)
- Zelotes fagei Denis, 1955
- Zelotes faisalabadensis Butt & Beg, 2004
- Zelotes fallax Tuneva & Esyunin, 2003
- Zelotes femellus (L. Koch, 1866)
- Zelotes flabellis Zhang, Zhu & Tso, 2009
- Zelotes flagellans (L. Koch, 1882)
- Zelotes flavens (L. Koch, 1873)
- Zelotes flavimanus (C. L. Koch, 1839)
- Zelotes flavitarsis (Purcell, 1908)
- Zelotes flexuosus Kamura, 1999
- Zelotes florisbad FitzPatrick, 2007
- Zelotes florodes Platnick & Shadab, 1983
- Zelotes foresta Platnick & Shadab, 1983
- Zelotes fratris Chamberlin, 1920
- Zelotes frenchi Tucker, 1923
- Zelotes fuligineus (Purcell, 1907)
- Zelotes fulvaster (Simon, 1878)
- Zelotes fulvopilosus (Simon, 1878)
- Zelotes funestus (Keyserling, 1887)
- Zelotes fuscimanus (Kroneberg, 1875)
- Zelotes fuscorufus (Simon, 1878)
- Zelotes fuscus (Thorell, 1875)
- Zelotes fuzeta Wunderlich, 2011
- Zelotes gabriel Platnick & Shadab, 1983
- Zelotes gallicus Simon, 1914
- Zelotes galuni Levy, 1998
- Zelotes gattefossei Denis, 1952
- Zelotes gertschi Platnick & Shadab, 1983
- Zelotes geshur Levy, 2009
- Zelotes gladius Kamura, 1999
- Zelotes golanensis Levy, 2009
- Zelotes gooldi (Purcell, 1907)
- Zelotes gracilis (Canestrini, 1868)
- Zelotes graecus (L. Koch, 1867)
- Zelotes griswoldi Platnick & Shadab, 1983
- Zelotes grovus Platnick & Shadab, 1983
- Zelotes guineanus (Simon, 1907)
- Zelotes gussakovskyi Charitonov, 1951
- Zelotes gynethus Chamberlin, 1919
- Zelotes haifaensis Levy, 2009
- Zelotes hanangensis FitzPatrick, 2007
- Zelotes haplodrassoides (Denis, 1955)
- Zelotes hardwar Platnick & Shadab, 1983
- Zelotes harmeron Levy, 2009
- Zelotes haroni FitzPatrick, 2007
- Zelotes hayashii Kamura, 1987
- Zelotes helanshan Tang et al., 1997
- Zelotes helicoides Chatzaki, 2010
- Zelotes helsdingeni Zhang & Song, 2001
- Zelotes helvoloides Levy, 1998
- Zelotes helvolus (O. P.-Cambridge, 1872)
- Zelotes hentzi Barrows, 1945
- Zelotes hermani (Chyzer, 1897)
- Zelotes hierosolymitanus Levy, 1998
- Zelotes hirtus (Thorell, 1875)
- Zelotes hispaliensis Senglet, 2011
- Zelotes holguin Alayón, 1992
- Zelotes hospitus (Simon, 1897)
- Zelotes hui Platnick & Song, 1986
- Zelotes humilis (Purcell, 1907)
- Zelotes hummeli Schenkel, 1936
- Zelotes ibayensis FitzPatrick, 2007
- Zelotes icenoglei Platnick & Shadab, 1983
- Zelotes illustris Butt & Beg, 2004
- Zelotes incertissimus Caporiacco, 1934
- Zelotes inderensis Ponomarev & Tsvetkov, 2006
- Zelotes inglenook Platnick & Shadab, 1983
- Zelotes inqayi FitzPatrick, 2007
- Zelotes insulanus (L. Koch, 1867)
  - Zelotes insulanus Dalmas, 1922
- Zelotes invidus (Purcell, 1907)
- Zelotes iriomotensis Kamura, 1994
- Zelotes itandae FitzPatrick, 2007
- Zelotes ivieorum Platnick & Shadab, 1983
- Zelotes jabalpurensis Tikader & Gajbe, 1976
- Zelotes jamaicensis Platnick & Shadab, 1983
- Zelotes jocquei FitzPatrick, 2007
- Zelotes josephine Platnick & Shadab, 1983
- Zelotes katombora FitzPatrick, 2007
- Zelotes kazachstanicus Ponomarev & Tsvetkov, 2006
- Zelotes kerimi (Pavesi, 1880)
- Zelotes keumjeungsanensis Paik, 1986
- Zelotes khostensis Kovblyuk & Ponomarev, 2008
- Zelotes kimi Paik, 1992
- Zelotes kimwha Paik, 1986
- Zelotes konarus Roewer, 1961
- Zelotes kukushkini Kovblyuk, 2006
- Zelotes kulempikus FitzPatrick, 2007
- Zelotes kulukhunus FitzPatrick, 2007
- Zelotes kumazomba FitzPatrick, 2007
- Zelotes kuncinyanus FitzPatrick, 2007
- Zelotes kuntzi Denis, 1953
- Zelotes kusumae Tikader, 1982
- Zelotes laccus (Barrows, 1919)
- Zelotes laconicus Senglet, 2011
- Zelotes laetus (O. P.-Cambridge, 1872)
- Zelotes laghmanus Roewer, 1961
- Zelotes lagrecai Di Franco, 1994
- Zelotes lasalanus Chamberlin, 1928
- Zelotes latreillei (Simon, 1878)
- Zelotes lavus Tucker, 1923
- Zelotes lehavim Levy, 2009
- Zelotes liaoi Platnick & Song, 1986
- Zelotes lichenyensis FitzPatrick, 2007
- Zelotes lightfooti (Purcell, 1907)
- Zelotes listeri (Audouin, 1826)
- Zelotes lividus Mello-Leitão, 1943
- Zelotes longestylus Simon, 1914
- Zelotes longinquus (L. Koch, 1866)
- Zelotes longipes (L. Koch, 1866)
- Zelotes lotzi FitzPatrick, 2007
- Zelotes lubumbashi FitzPatrick, 2007
- Zelotes lutorius (Tullgren, 1910)
- Zelotes lymnophilus Chamberlin, 1936
- Zelotes maccaricus Di Franco, 1998
- Zelotes maindroni (Simon, 1905)
- Zelotes mandae Tikader & Gajbe, 1979
- Zelotes mandlaensis Tikader & Gajbe, 1976
- Zelotes manius (Simon, 1878)
- Zelotes manytchensis (Ponomarev & Tsvetkov, 2006)
- Zelotes manzae (Strand, 1908)
- Zelotes mashonus FitzPatrick, 2007
- Zelotes matobensis FitzPatrick, 2007
- Zelotes mayanus Chamberlin & Ivie, 1938
- Zelotes mazumbai FitzPatrick, 2007
- Zelotes medianus Denis, 1935
- Zelotes mediocris (Kulczyński, 1901)
- Zelotes meinsohni Denis, 1954
- Zelotes meronensis Levy, 1998
- Zelotes mesa Platnick & Shadab, 1983
- Zelotes messinai Di Franco, 1995
- Zelotes metellus Roewer, 1928
- Zelotes mikhailovi Marusik, 1995
- Zelotes minous Chatzaki, 2003
- Zelotes miramar Platnick & Shadab, 1983
- Zelotes mkomazi FitzPatrick, 2007
- Zelotes moestus (O. P.-Cambridge, 1898)
- Zelotes monachus Chamberlin, 1924
- Zelotes monodens Chamberlin, 1936
- Zelotes mosioatunya FitzPatrick, 2007
- Zelotes muizenbergensis FitzPatrick, 2007
- Zelotes mulanjensis FitzPatrick, 2007
- Zelotes mundus (Kulczyński, 1897)
- Zelotes murcidus Simon, 1914
- Zelotes murphyorum FitzPatrick, 2007
- Zelotes musapi FitzPatrick, 2007
- Zelotes nainitalensis Tikader & Gajbe, 1976
- Zelotes naliniae Tikader & Gajbe, 1979
- Zelotes namaquus FitzPatrick, 2007
- Zelotes namibensis FitzPatrick, 2007
- Zelotes nannodes Chamberlin, 1936
- Zelotes naphthalii Levy, 2009
- Zelotes nasikensis Tikader & Gajbe, 1976
- Zelotes natalensis Tucker, 1923
- Zelotes ngomensis FitzPatrick, 2007
- Zelotes nilgirinus Reimoser, 1934
- Zelotes nilicola (O. P.-Cambridge, 1874)
- Zelotes nishikawai Kamura, 2010
- Zelotes nitidus (Thorell, 1875)
- Zelotes nyathii FitzPatrick, 2007
- Zelotes oblongus (C. L. Koch, 1833)
- Zelotes ocala Platnick & Shadab, 1983
- Zelotes occultus Tuneva & Esyunin, 2003
- Zelotes olympi (Kulczyński, 1903)
- Zelotes orenburgensis Tuneva & Esyunin, 2003
- Zelotes oryx (Simon, 1879)
- Zelotes otavi FitzPatrick, 2007
- Zelotes ovambensis Lawrence, 1927
- Zelotes ovtsharenkoi Zhang & Song, 2001
- Zelotes pakistaniensis Butt & Beg, 2004
- Zelotes pallidipes Tucker, 1923
- Zelotes paradderet Levy, 2009
- Zelotes paranaensis Mello-Leitão, 1947
- Zelotes parascrutatus Levy, 1998
- Zelotes paroculus Simon, 1914
- Zelotes pediculatoides Senglet, 2011
- Zelotes pediculatus Marinaro, 1967
- Zelotes pedimaculosus Tucker, 1923
- Zelotes perditus Chamberlin, 1922
- Zelotes petrensis (C. L. Koch, 1839)
- Zelotes petrophilus Chamberlin, 1936
- Zelotes pexus (Simon, 1885)
- Zelotes piceus (Kroneberg, 1875)
- Zelotes piercy Platnick & Shadab, 1983
- Zelotes pinos Platnick & Shadab, 1983
- Zelotes planiger Roewer, 1961
- Zelotes platnicki Zhang, Song & Zhu, 2001
- Zelotes plumiger (L. Koch, 1882)
- Zelotes pluridentatus Marinaro, 1967
- Zelotes poecilochroaeformis Denis, 1937
- Zelotes poonaensis Tikader & Gajbe, 1976
- Zelotes potanini Schenkel, 1963
- Zelotes prishutovae Ponomarev & Tsvetkov, 2006
- Zelotes pseudoapricorum Schenkel, 1963
- Zelotes pseudogallicus Ponomarev, 2007
- Zelotes pseudopusillus Caporiacco, 1934
- Zelotes pseustes Chamberlin, 1922
- Zelotes pulchellus Butt & Beg, 2004
- Zelotes pulchripes (Purcell, 1908)
- Zelotes pullus (Bryant, 1936)
- Zelotes puritanus Chamberlin, 1922
- Zelotes pygmaeus Miller, 1943
- Zelotes pyrenaeus Di Franco & Blick, 2003
- Zelotes quadridentatus (Strand, 1906)
- Zelotes quipungo FitzPatrick, 2007
- Zelotes qwabergensis FitzPatrick, 2007
- Zelotes radiatus Lawrence, 1928
- Zelotes rainier Platnick & Shadab, 1983
- Zelotes reduncus (Purcell, 1907)
- Zelotes reimoseri Roewer, 1951
- Zelotes remyi Denis, 1954
- Zelotes resolution FitzPatrick, 2007
- Zelotes rothschildi (Simon, 1909)
- Zelotes rufi Esyunin & Efimik, 1997
- Zelotes rufipes (Thorell, 1875)
- Zelotes rugege FitzPatrick, 2007
- Zelotes rungwensis FitzPatrick, 2007
- Zelotes ryukyuensis Kamura, 1999
- Zelotes sajali Tikader & Gajbe, 1979
- Zelotes sanmen Platnick & Song, 1986
- Zelotes santos Platnick & Shadab, 1983
- Zelotes sarawakensis (Thorell, 1890)
- Zelotes sardus (Canestrini, 1873)
- Zelotes sataraensis Tikader & Gajbe, 1979
- Zelotes schmitzi (Kulczyński, 1899)
- Zelotes sclateri Tucker, 1923
- Zelotes scrutatus (O. P.-Cambridge, 1872)
- Zelotes segrex (Simon, 1878)
- Zelotes semibadius (L. Koch, 1878)
- Zelotes semirufus (L. Koch, 1882)
- Zelotes serratus Wunderlich, 2011
- Zelotes shabae FitzPatrick, 2007
- Zelotes shaked Levy, 1998
- Zelotes shantae Tikader, 1982
- Zelotes siculus (Simon, 1878)
- Zelotes similis (Kulczyński, 1887)
  - Zelotes similis hungaricus Kolosváry & Loksa, 1944
- Zelotes sindi Caporiacco, 1934
- Zelotes singroboensis Jézéquel, 1965
- Zelotes siyabonga FitzPatrick, 2007
- Zelotes skinnerensis Platnick & Prentice, 1999
- Zelotes solstitialis Levy, 1998
- Zelotes somaliensis FitzPatrick, 2007
- Zelotes songus FitzPatrick, 2007
- Zelotes soulouensis FitzPatrick, 2007
- Zelotes spadix (L. Koch, 1866)
- Zelotes spinulosus Denis, 1958
- Zelotes stolidus (Simon, 1879)
- Zelotes strandi (Nosek, 1905)
- Zelotes subaeneus (Simon, 1886)
- Zelotes subterraneus (C. L. Koch, 1833)
- Zelotes sula Lowrie & Gertsch, 1955
- Zelotes surekhae Tikader & Gajbe, 1976
- Zelotes swelus FitzPatrick, 2007
- Zelotes talpa Platnick & Shadab, 1983
- Zelotes talpinus (L. Koch, 1872)
- Zelotes tarsalis Fage, 1929
- Zelotes tendererus FitzPatrick, 2007
- Zelotes tenuis (L. Koch, 1866)
- Zelotes tetramamillatus (Caporiacco, 1947)
- Zelotes thorelli Simon, 1914
- Zelotes tongdao Yin, Bao & Zhang, 1999
- Zelotes tortuosus Kamura, 1987
- Zelotes tragicus (O. P.-Cambridge, 1872)
- Zelotes trimaculatus Mello-Leitão, 1930
- Zelotes tristis (Thorell, 1871)
- Zelotes tropicalis FitzPatrick, 2007
- Zelotes tsaii Platnick & Song, 1986
- Zelotes tuckeri Roewer, 1951
- Zelotes tulare Platnick & Shadab, 1983
- Zelotes tuobus Chamberlin, 1919
- Zelotes turanicus Charitonov, 1946
- Zelotes turcicus Wunderlich, 2011
- Zelotes ubicki Platnick & Shadab, 1983
- Zelotes uniformis Mello-Leitão, 1941
- Zelotes union Platnick & Shadab, 1983
- Zelotes univittatus (Simon, 1897)
- Zelotes uquathus FitzPatrick, 2007
- Zelotes vespertinus (Thorell, 1875)
- Zelotes vikela FitzPatrick, 2007
- Zelotes villicoides Giltay, 1932
- Zelotes viola Platnick & Shadab, 1983
- Zelotes viveki Gajbe, 2005
- Zelotes wuchangensis Schenkel, 1963
- Zelotes xerophilus Levy, 1998
- Zelotes xiaoi Yin, Bao & Zhang, 1999
- Zelotes yani Yin, Bao & Zhang, 1999
- Zelotes yinae Platnick & Song, 1986
- Zelotes yogeshi Gajbe, 2005
- Zelotes yosemite Platnick & Shadab, 1983
- Zelotes zekharya Levy, 2009
- Zelotes zellensis Grimm, 1982
- Zelotes zephyrus Kamura, 1999
- Zelotes zhaoi Platnick & Song, 1986
- Zelotes zhengi Platnick & Song, 1986
- Zelotes zhui Yang & Tang, 2003
- Zelotes zin Levy, 1998
- Zelotes zonatus (Holmberg, 1876)
- Zelotes zonognathus (Purcell, 1907)

## Zelotibia
Zelotibia Russell-Smith & Murphy, 2005
- Zelotibia acicula Russell-Smith & Murphy, 2005
- Zelotibia angelica Nzigidahera & Jocqué, 2009
- Zelotibia bicornuta Russell-Smith & Murphy, 2005
- Zelotibia cultella Russell-Smith & Murphy, 2005
- Zelotibia curvifemur Nzigidahera & Jocqué, 2009
- Zelotibia dolabra Russell-Smith & Murphy, 2005
- Zelotibia filiformis Russell-Smith & Murphy, 2005
- Zelotibia flexuosa Russell-Smith & Murphy, 2005
- Zelotibia fosseyae Nzigidahera & Jocqué, 2009
- Zelotibia johntony Nzigidahera & Jocqué, 2009
- Zelotibia kaibos Russell-Smith & Murphy, 2005
- Zelotibia kanama Nzigidahera & Jocqué, 2009
- Zelotibia kibira Nzigidahera & Jocqué, 2009
- Zelotibia lejeunei Nzigidahera & Jocqué, 2009
- Zelotibia major Russell-Smith & Murphy, 2005
- Zelotibia mitella Russell-Smith & Murphy, 2005
- Zelotibia papillata Russell-Smith & Murphy, 2005
- Zelotibia paucipapillata Russell-Smith & Murphy, 2005
- Zelotibia scobina Russell-Smith & Murphy, 2005
- Zelotibia simpula Russell-Smith & Murphy, 2005
- Zelotibia subsessa Nzigidahera & Jocqué, 2009
- Zelotibia supercilia Russell-Smith & Murphy, 2005

## Zelowan
Zelowan Murphy & Russell-Smith, 2010
- Zelowan allegena Murphy & Russell-Smith, 2010
- Zelowan bulbiformis Murphy & Russell-Smith, 2010
- Zelowan cochleare Murphy & Russell-Smith, 2010
- Zelowan cordiformis Murphy & Russell-Smith, 2010
- Zelowan cuniculiformis Murphy & Russell-Smith, 2010
- Zelowan ensifer Murphy & Russell-Smith, 2010
- Zelowan etruricassis Murphy & Russell-Smith, 2010
- Zelowan falciformis Murphy & Russell-Smith, 2010
- Zelowan galea Murphy & Russell-Smith, 2010
- Zelowan larva Murphy & Russell-Smith, 2010
- Zelowan mammosa Murphy & Russell-Smith, 2010
- Zelowan nodivulva Murphy & Russell-Smith, 2010
- Zelowan pyriformis Murphy & Russell-Smith, 2010
- Zelowan remota Murphy & Russell-Smith, 2010
- Zelowan rostrata Murphy & Russell-Smith, 2010
- Zelowan rotundipalpis Murphy & Russell-Smith, 2010
- Zelowan similis Murphy & Russell-Smith, 2010
- Zelowan spiculiformis Murphy & Russell-Smith, 2010

## Zimiromus
Zimiromus Banks, 1914
- Zimiromus aduncus Platnick & Shadab, 1976
- Zimiromus atrifus Platnick & Höfer, 1990
- Zimiromus beni Platnick & Shadab, 1981
- Zimiromus bimini Platnick & Shadab, 1976
- Zimiromus boistus Platnick & Höfer, 1990
- Zimiromus brachet Platnick & Shadab, 1976
- Zimiromus buzios Brescovit & Buckup, 1998
- Zimiromus canje Platnick & Shadab, 1979
- Zimiromus chickeringi Platnick & Shadab, 1976
- Zimiromus circulus Platnick & Shadab, 1976
- Zimiromus dorado Platnick & Shadab, 1979
- Zimiromus eberhardi Platnick & Shadab, 1976
- Zimiromus exlineae Platnick & Shadab, 1976
- Zimiromus hortenciae Buckup & Brescovit, 1993
- Zimiromus iotus (Banks, 1929)
- Zimiromus jamaicensis Platnick & Shadab, 1976
- Zimiromus kleini Buckup & Brescovit, 1993
- Zimiromus kochalkai Platnick & Shadab, 1976
- Zimiromus lawa Platnick & Shadab, 1981
- Zimiromus lingua Platnick & Shadab, 1976
- Zimiromus lubricus (Simon, 1893)
- Zimiromus malkini Platnick & Shadab, 1976
- Zimiromus medius (Keyserling, 1891)
- Zimiromus montenegro Buckup & Brescovit, 1993
- Zimiromus muchmorei Platnick & Shadab, 1976
- Zimiromus nadleri Platnick & Shadab, 1979
- Zimiromus penai Platnick & Shadab, 1976
- Zimiromus piura Platnick & Shadab, 1976
- Zimiromus platnicki Brescovit & Höfer, 1994
- Zimiromus rabago Platnick & Shadab, 1976
- Zimiromus racamus Buckup & Brescovit, 1993
- Zimiromus reichardti Platnick & Shadab, 1976
- Zimiromus rothi Platnick & Shadab, 1981
- Zimiromus sinop Platnick & Shadab, 1981
- Zimiromus sununga Buckup & Brescovit, 1993
- Zimiromus syenus Buckup & Brescovit, 1993
- Zimiromus tapirape Brescovit & Buckup, 1998
- Zimiromus tonina Platnick & Shadab, 1976
- Zimiromus tropicalis (Banks, 1909)
- Zimiromus volksberg Platnick & Shadab, 1981